# Henricia
Genre
Henricia est un genre d'étoiles de mer (Asteroidea) de la famille des Echinasteridae.

## Description et caractéristiques

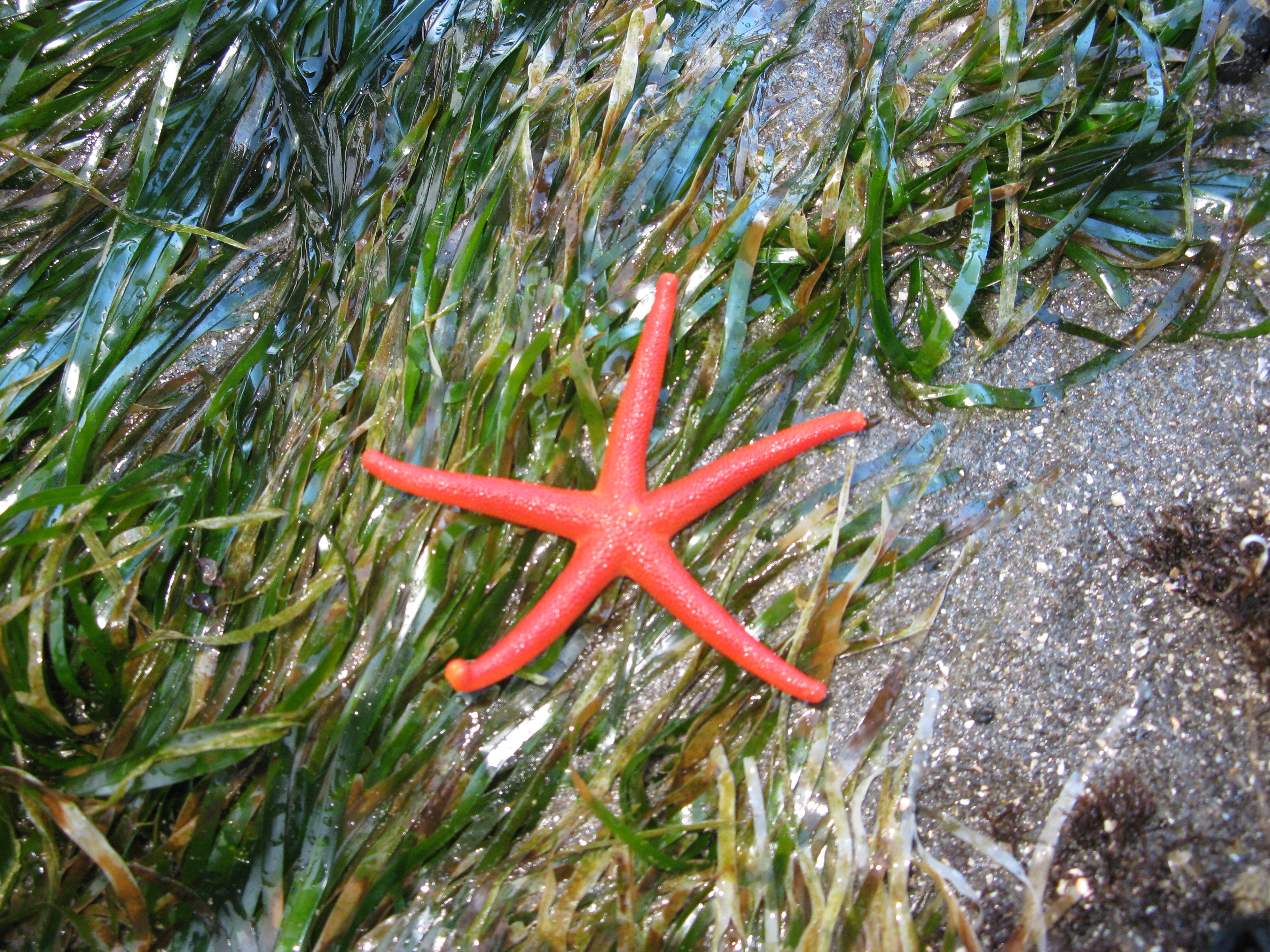
Henricia leviuscula.

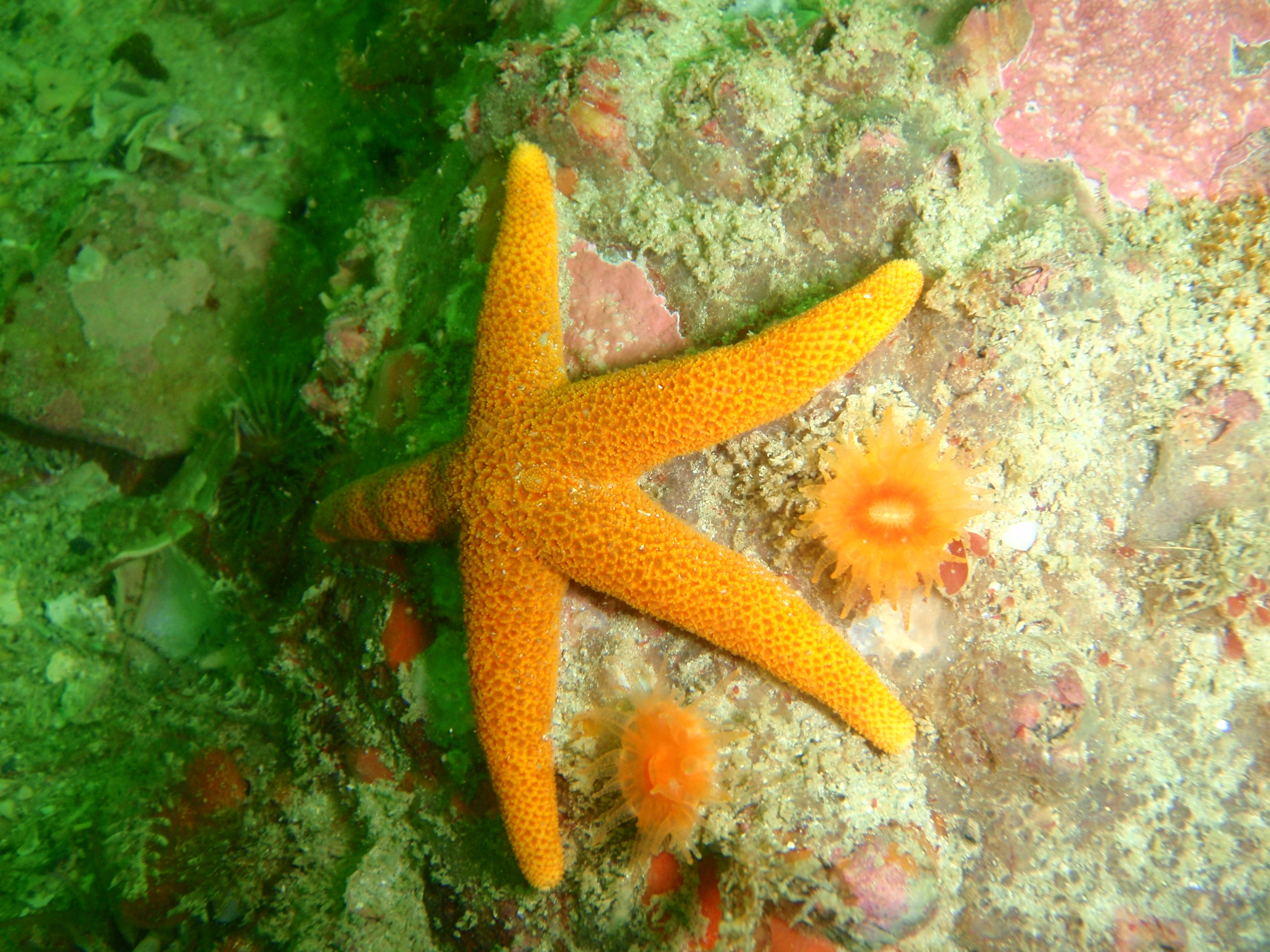
Henricia ornata.

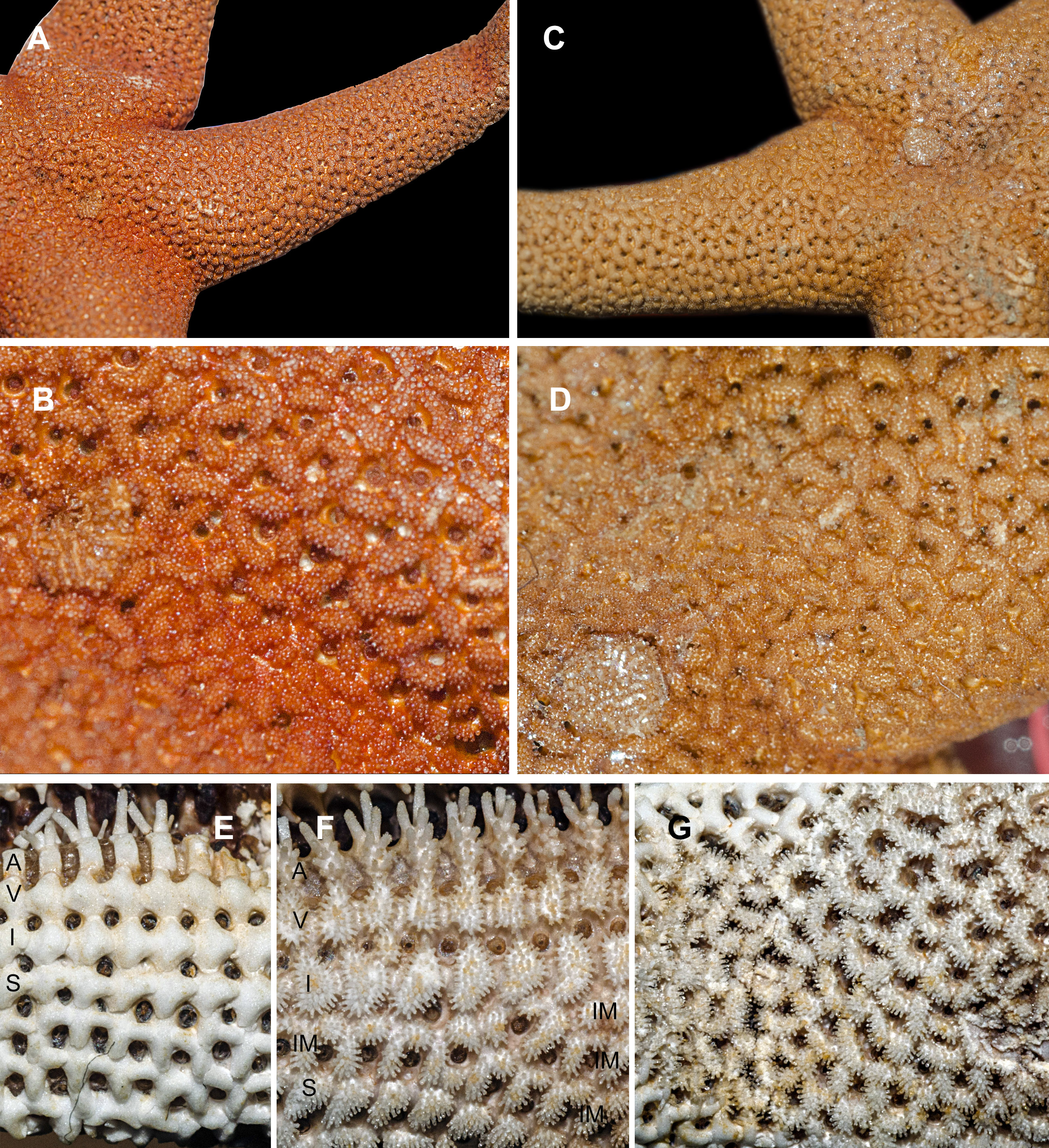
Détails anatomiques de Henricia djakonovi et Henricia pseudoleviuscula.

Ce sont des étoiles régulières de taille moyenne, aux couleurs généralement vives (jaune, orange, rouge...) et souvent unies. Les 5 bras (rarement plus ou moins) sont généralement fins et pointus, et le disque central relativement réduit.
Ce genre comporte autant des espèces littorales communes des régions tempérées que des espèces abyssales extrémophiles. 

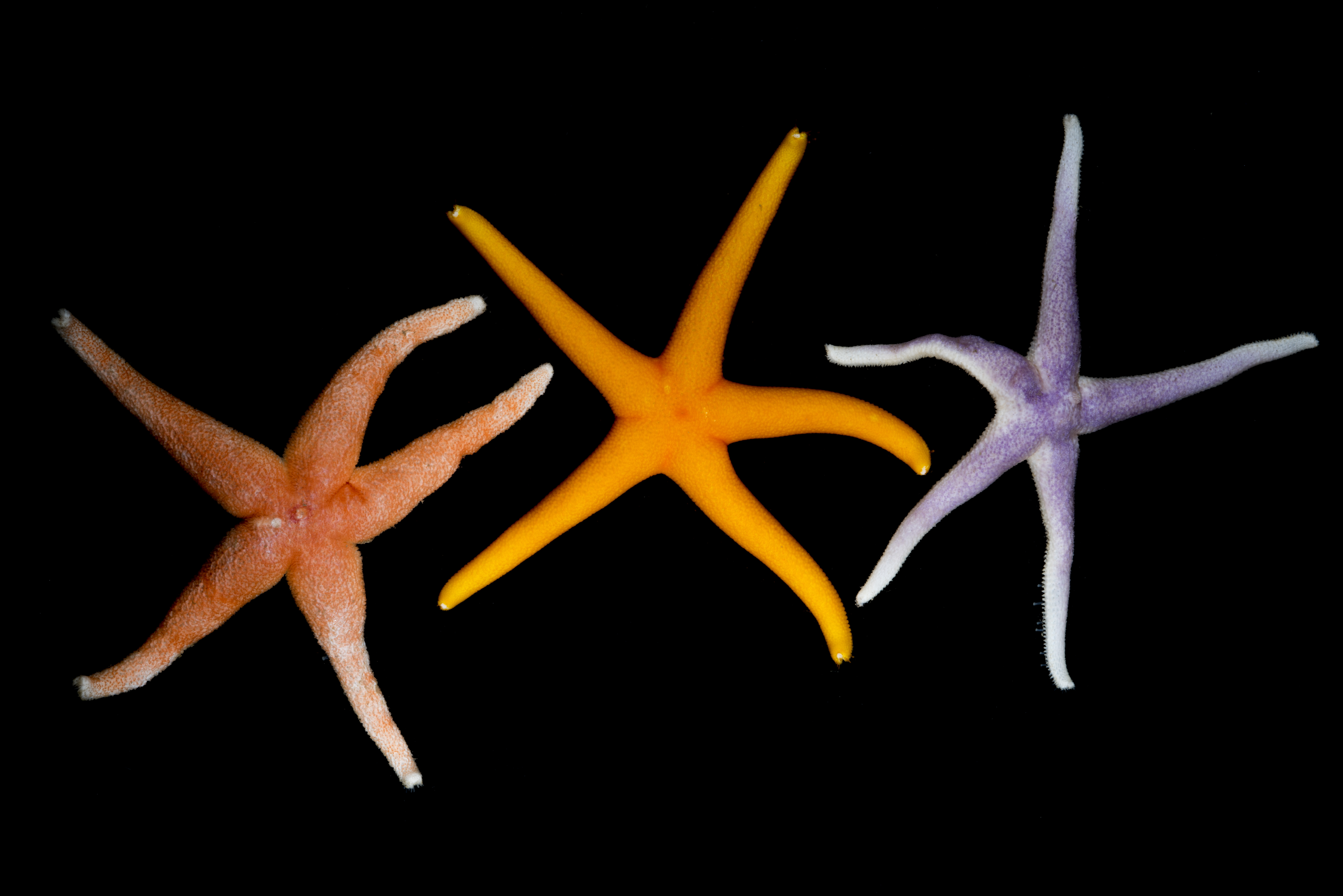
Trois espèces du genre Henricia.

## Liste d'espèces
Selon World Register of Marine Species (26 décembre 2013) :
- Henricia abyssalis Mortensen, 1933
- Henricia ambigua Djakonov, 1958
- Henricia angusta Djakonov, 1961
- Henricia aniva Djakonov, 1958
- Henricia anomala Hayashi, 1973
- Henricia antillarum Perrier, 1881
- Henricia arcystata Fisher, 1917
- Henricia aspera Fisher, 1906
- Henricia asthenactis Fisher, 1910
- Henricia aucklandiae Mortensen, 1925
- Henricia augusta Djakonov, 1961
- Henricia beringiana Djakonov, 1950
- Henricia caudani (Koehler, 1895)
- Henricia clarki Fisher, 1910
- Henricia compacta (Sladen, 1889)
- Henricia cylindrella (Sladen, 1883)
- Henricia densispina (Sladen, 1878)
- Henricia derjugini Djakonov, 1950
- Henricia diffidens (Koehler, 1923)
- Henricia djakonovi Chichvarkhin, 2017
- Henricia downeyae A.M. Clark, 1987
- Henricia dyscrita Fisher, 1911
- Henricia echinata Clark & Jewett, 2010
- Henricia elachys Clark & Jewett, 2010
- Henricia elegans Djakonov, 1950
- Henricia eschrichti (Müller & Troschel, 1842)
- Henricia exigua Hayashi, 1940
- Henricia fisheri A.M. Clark, 1962
- Henricia gemma Clark & Jewett, 2010
- Henricia gracilis (Ludwig, 1905)
- Henricia granulifera Djakonov, 1958
- Henricia hayashii Djakonov, 1961
- Henricia hedingi Madsen, 1987
- Henricia imitatrix Djakonov, 1961
- Henricia inexpectata Djakonov, 1961
- Henricia insignis Clark & Jewett, 2010
- Henricia iodinea Clark & Jewett, 2010
- Henricia irregularis Hayashi, 1940
- Henricia kapalae Rowe & Albertson, 1987
- Henricia kinkasana Hayashi, 1940
- Henricia kurilensis Djakonov, 1958
- Henricia leviuscula (Stimpson, 1857)
- Henricia lineata Clark & Jewett, 2010
- Henricia lisa A.H. Clark, 1949
- Henricia longispina Fisher, 1910
- Henricia lukinsii (Farquhar, 1898)
- Henricia microplax Fisher, 1917
- Henricia mutans (Koehler, 1909)
- Henricia nana (Ludwig, 1905)
- Henricia nipponica Uchida, 1928
- Henricia obesa (Sladen, 1889)
- Henricia ochotensis Djakonov, 1950
- Henricia oculata (Pennant, 1777)
- Henricia ohshimai Hayashi, 1935
- Henricia orientalis Djakonov, 1950
- Henricia ornata (Perrier, 1869)
- Henricia pachyderma Hayashi, 1940
- Henricia pacifica Hayashi, 1940
- Henricia pagenstecheri (Studer, 1885)
- Henricia parva Koehler, 1912
- Henricia pauperrima Fisher, 1906
- Henricia perforata (O.F. Müller, 1776)
- Henricia pertusa (O.F. Müller, 1776)
- Henricia polyacantha Fisher, 1906
- Henricia praestans (Sladen, 1889)
- Henricia pseudoleviuscula Djakonov, 1958
- Henricia pumila Eernisse, Strathmann & Strathmann, 2010
- Henricia ralphae Fell, 1958
- Henricia reniossa Hayashi, 1940
- Henricia retecta A.M. Clark & Courtman-Stock, 1976
- Henricia reticulata Hayashi, 1940
- Henricia rhytisma Clark & Jewett, 2010
- Henricia robusta Fisher, 1906
- Henricia sachalinica Djakonov, 1958
- Henricia saghaliensis Hayashi, 1940
- Henricia sanguinolenta (O.F. Müller, 1776)
- Henricia seminudus (A.H. Clark, 1916)
- Henricia sexradiata (Perrier, 1881)
- Henricia simplex (Sladen, 1889)
- Henricia singularis Djakonov, 1961
- Henricia skorikovi Djakonov, 1950
- Henricia smilax (Koehler, 1920)
- Henricia solida Djakonov, 1950
- Henricia spinulfera (E. A. Smith, 1876)
- Henricia spongiosa (O. Fabricius, 1780)
- Henricia studeri Perrier, 1891
- Henricia sufflata (Sladen, 1889)
- Henricia tacita Djakonov, 1958
- Henricia tahia McKnight, 1973
- Henricia tumida Verrill, 1914
- Henricia uluudax Clark & Jewett, 2010
- Henricia vermilion Clark & Jewett, 2010

Selon ITIS (26 décembre 2013) :
- Henricia antillarum
- Henricia aspera Fisher, 1906
- Henricia asthenactis Fisher, 1910
- Henricia beringiania
- Henricia clarki Fisher, 1910
- Henricia derjugini
- Henricia eschrichti
- Henricia leviuscula (Stimpson, 1857)
- Henricia longispina Fisher, 1910
- Henricia oculata
- Henricia orientalis
- Henricia perforata (O. F. Mueller, 1776)
- Henricia pertusa (O. F. Mueller, 1776)
- Henricia polyacantha Fisher, 1911
- Henricia sanguinolenta (O. F. Müller, 1776)
- Henricia sexradiata
- Henricia spiculifera (Clark, 1901)
- Henricia tumida Verrill, 1909

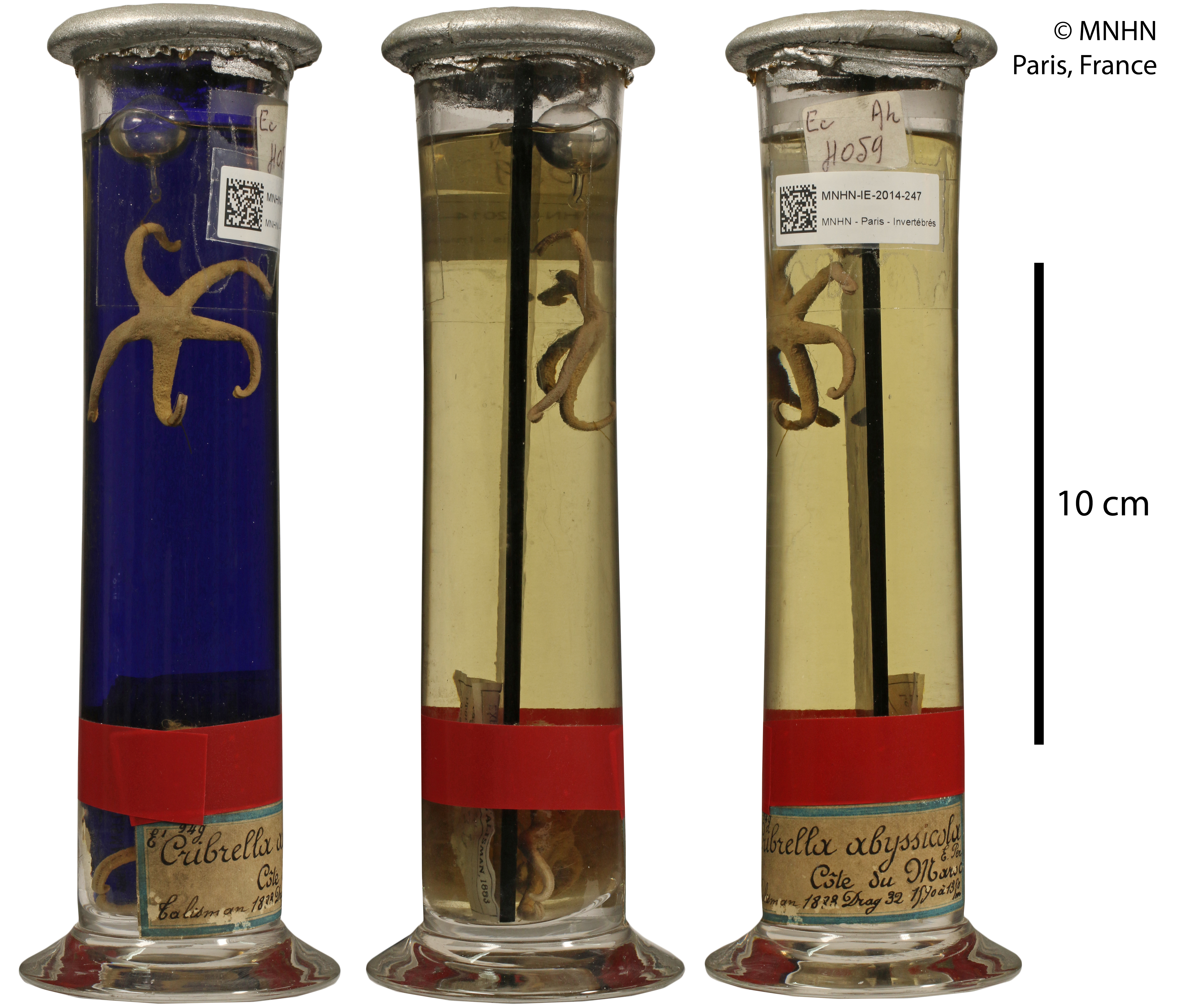
Henricia abyssalis
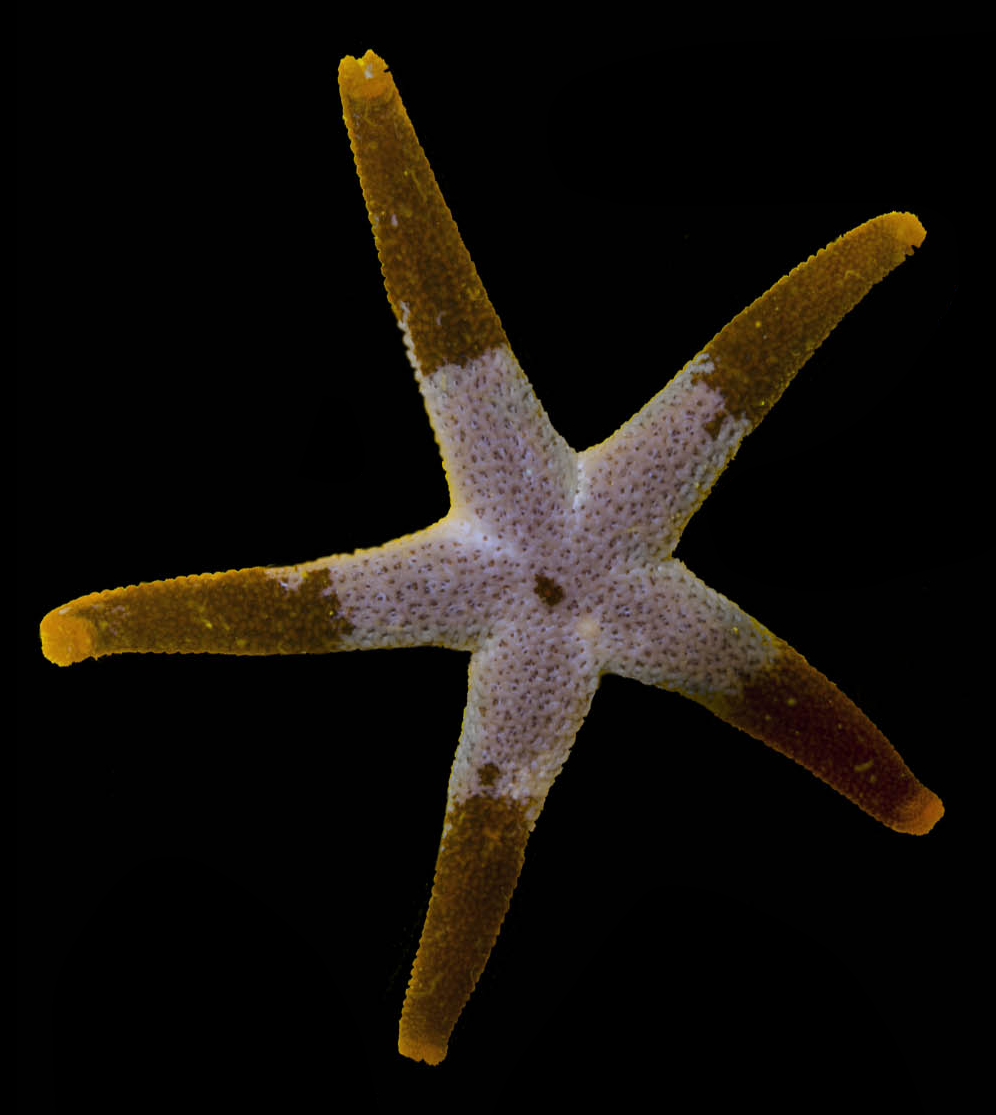
Henricia alexeyi
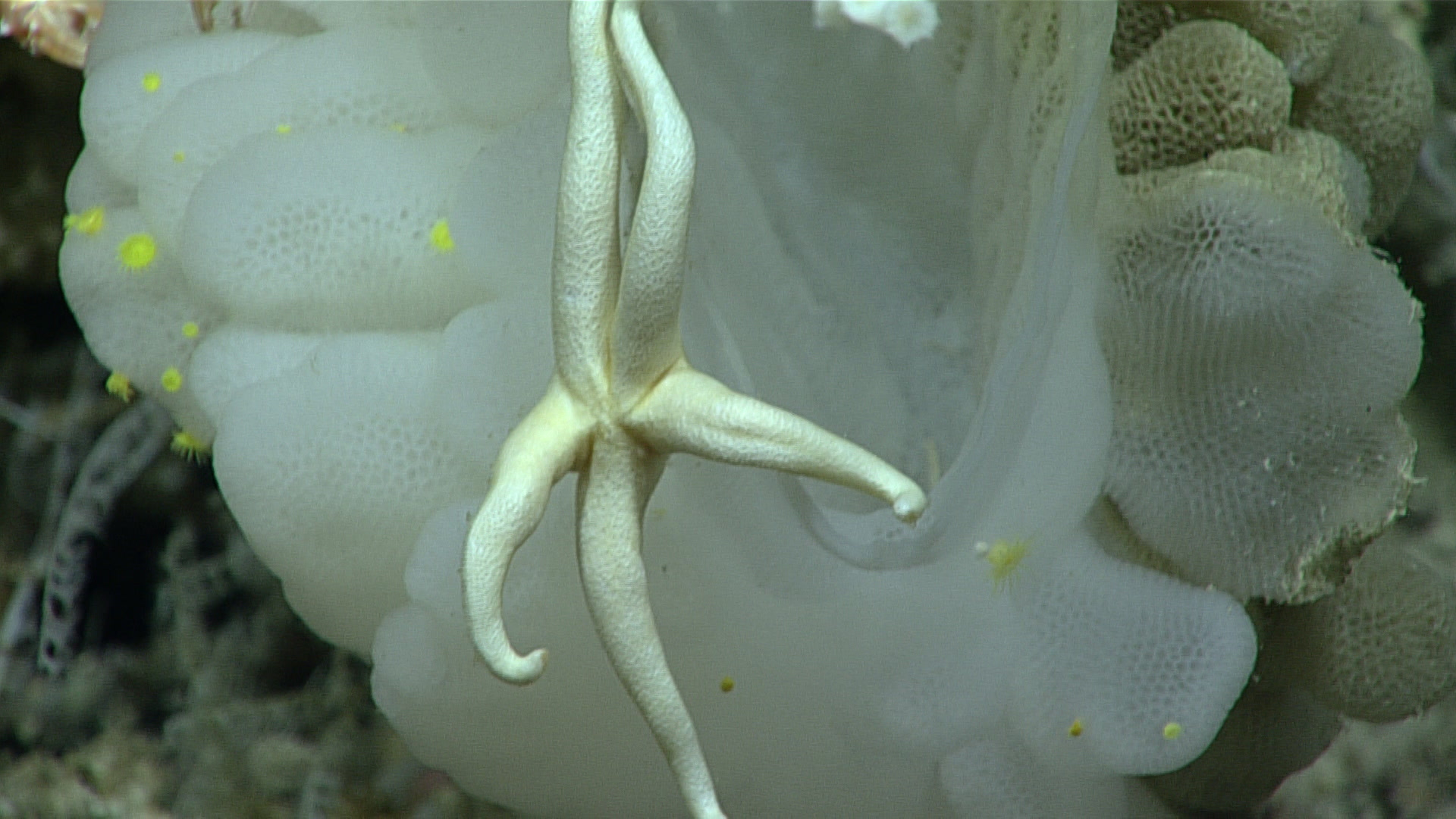
Henricia antillarum
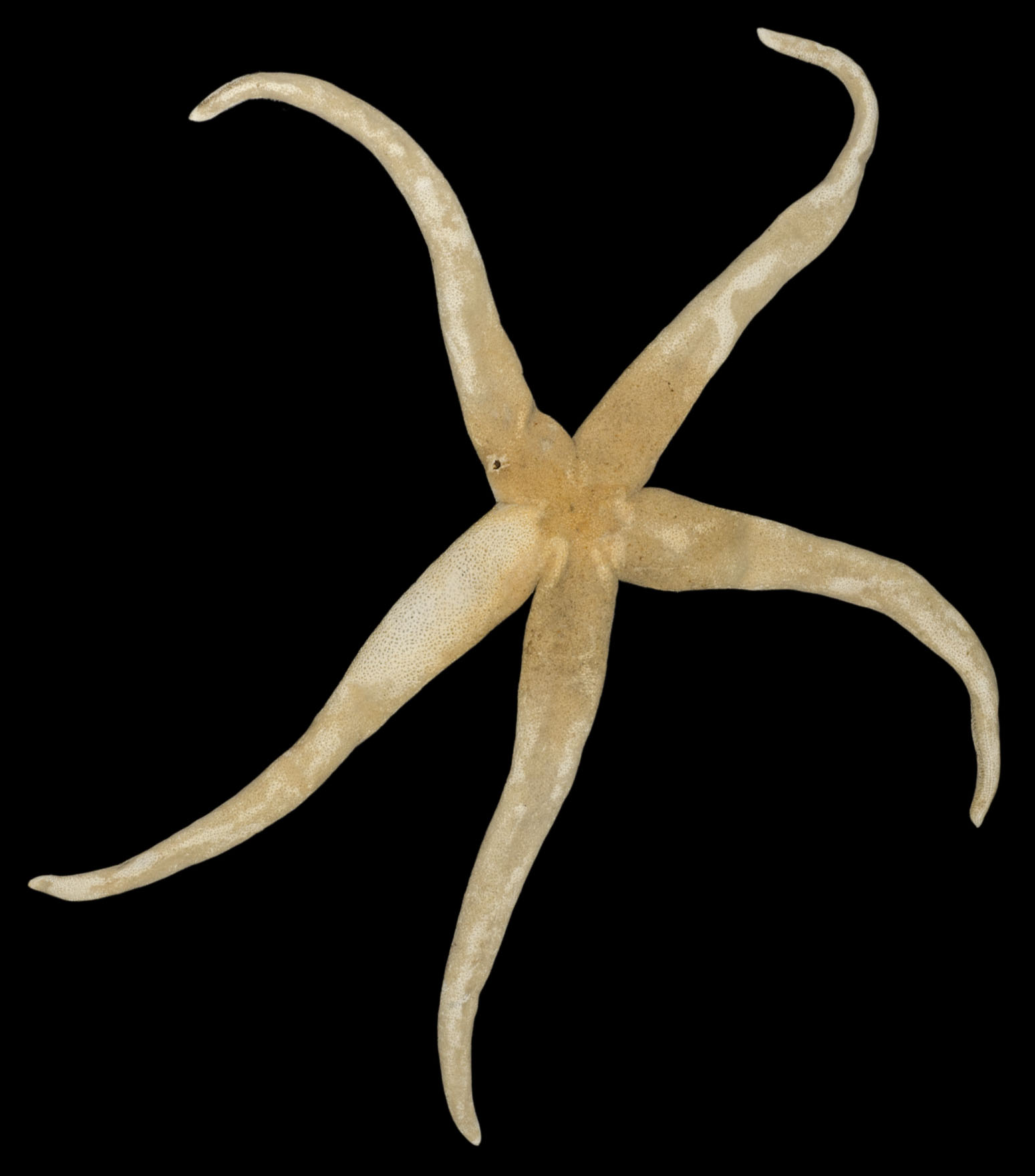
Henricia asiatica
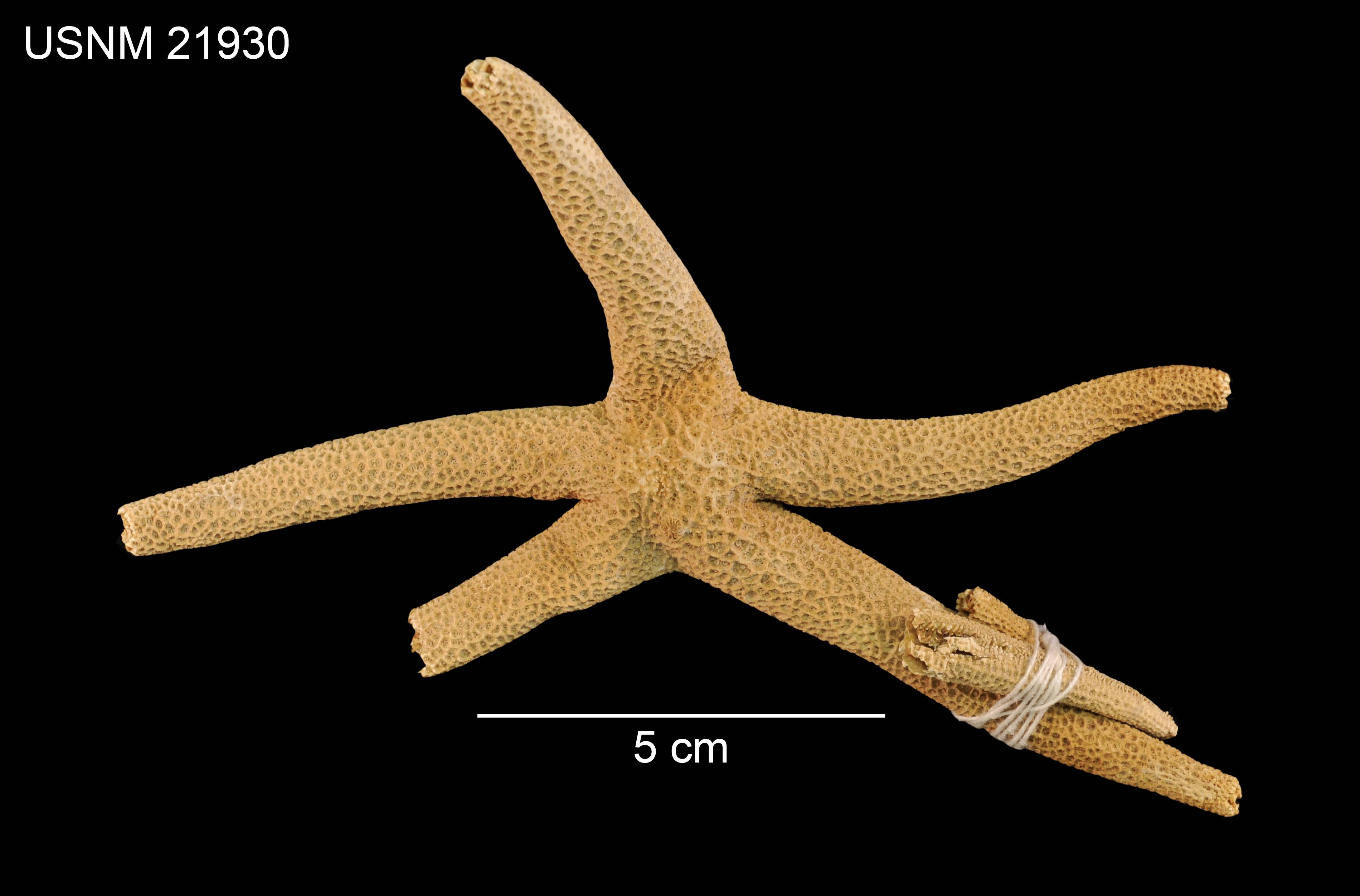
Henricia aspera
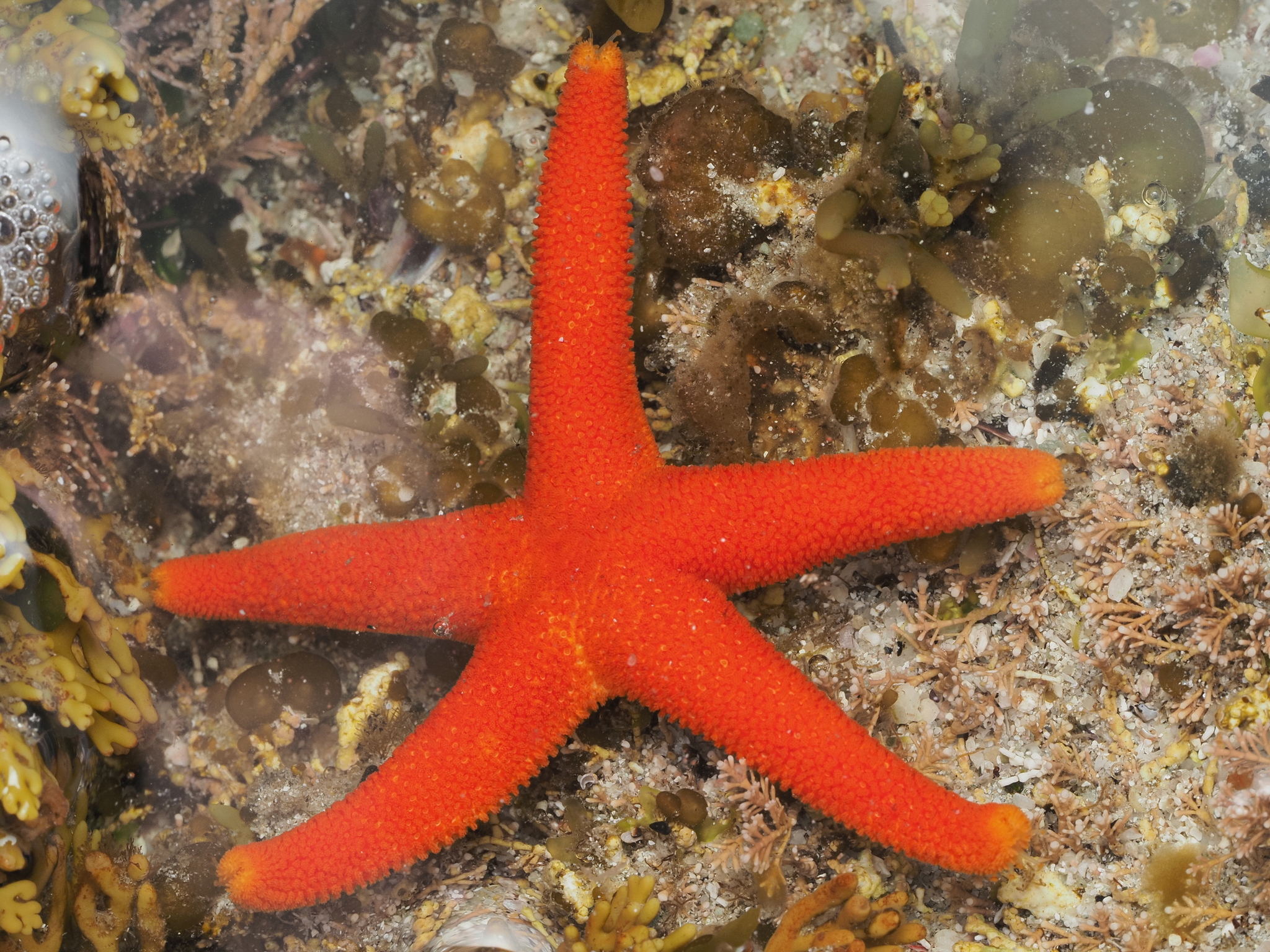
Henricia aucklandiae
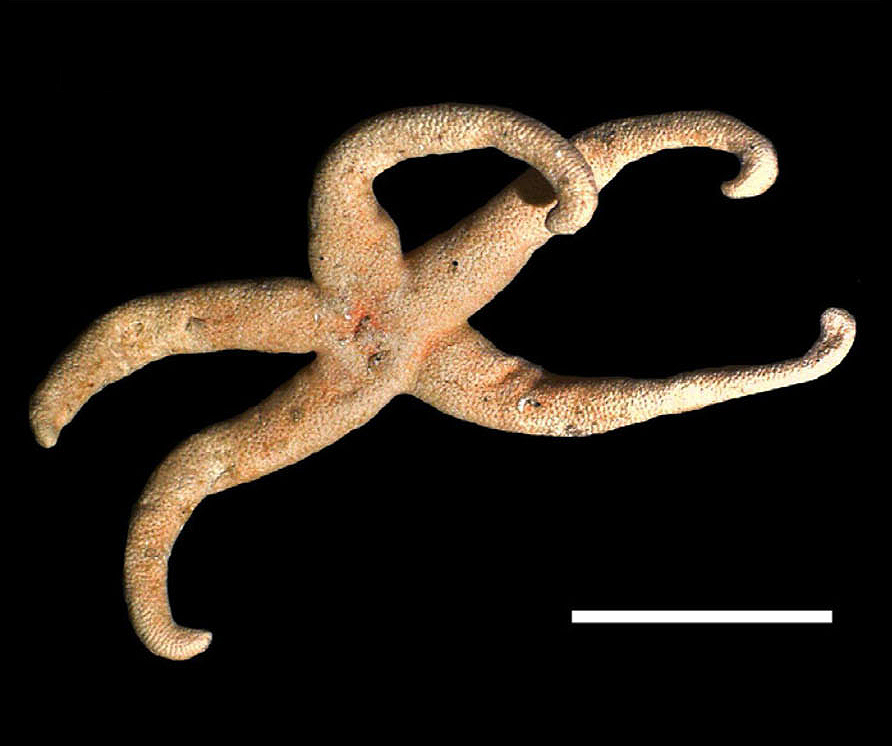
Henricia caudani
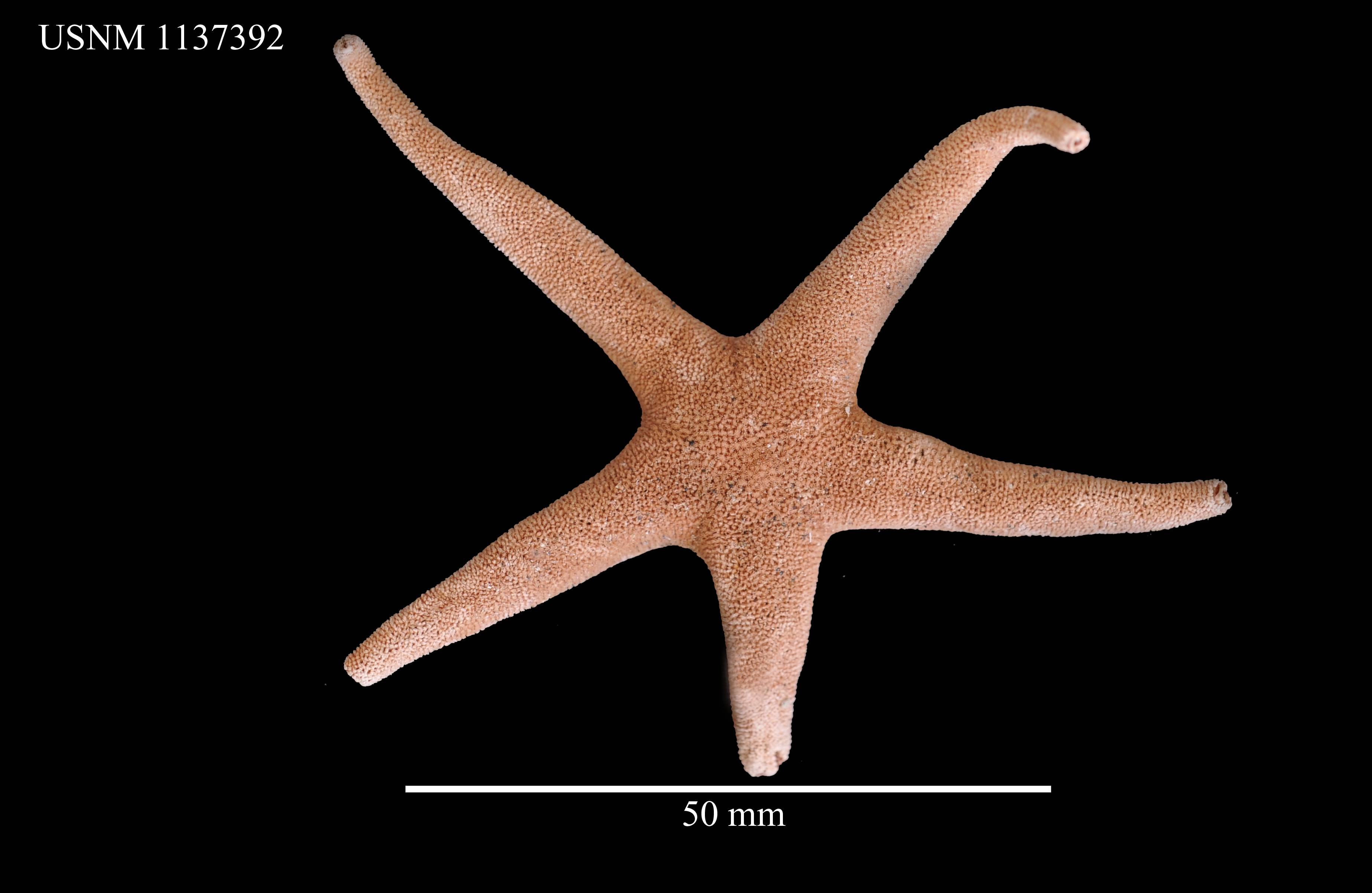
Henricia compacta
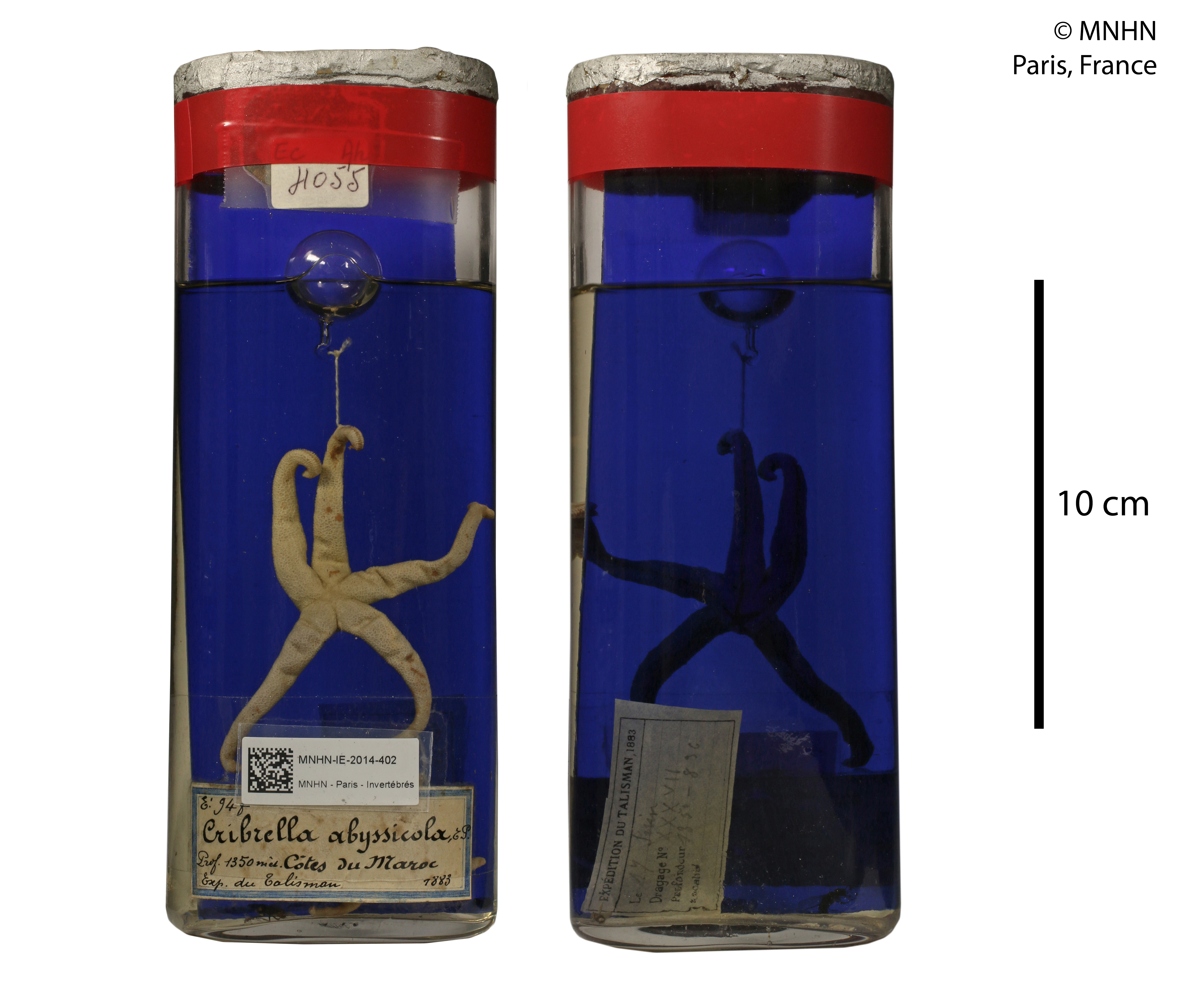
Henricia cylindrella
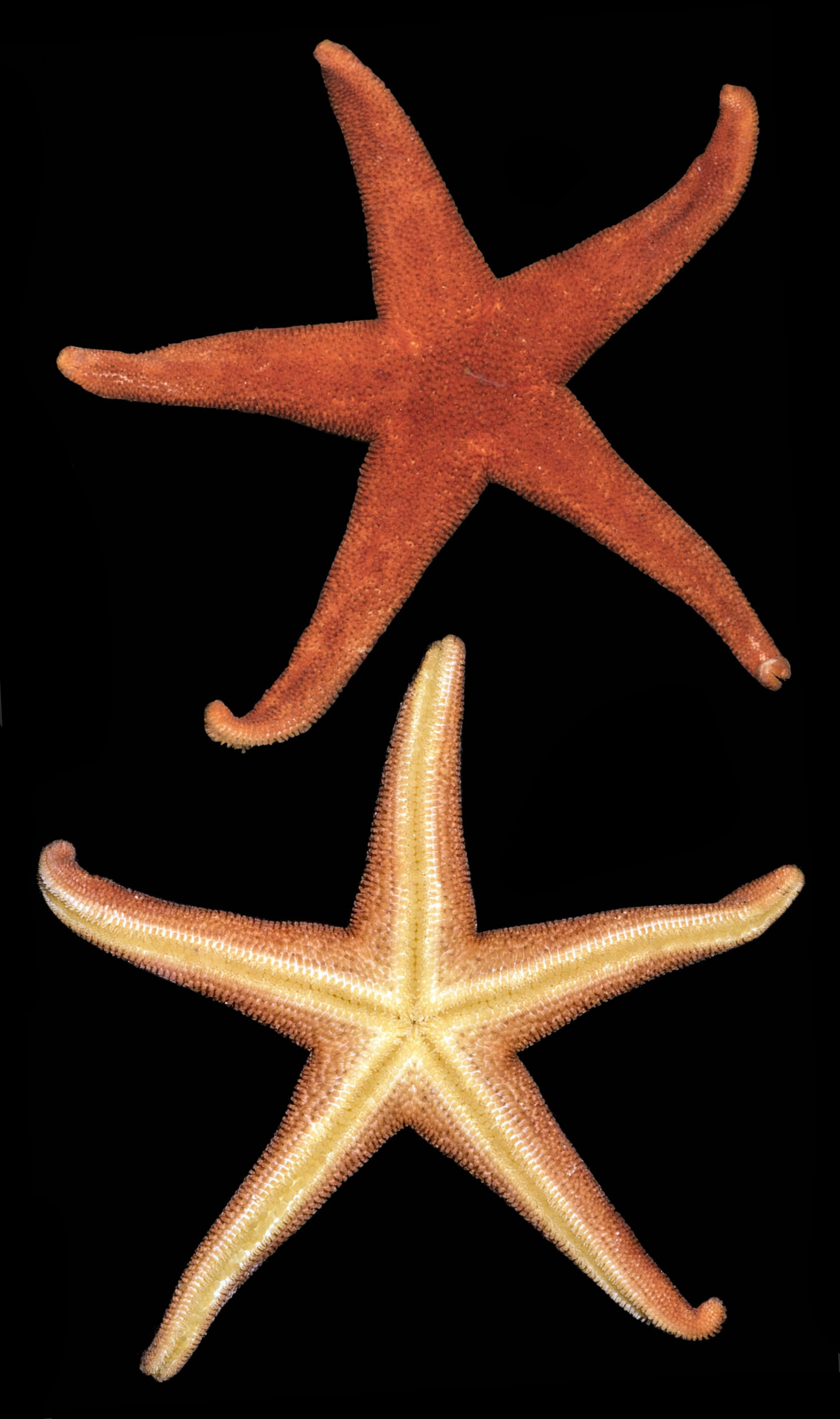
Henricia densispina
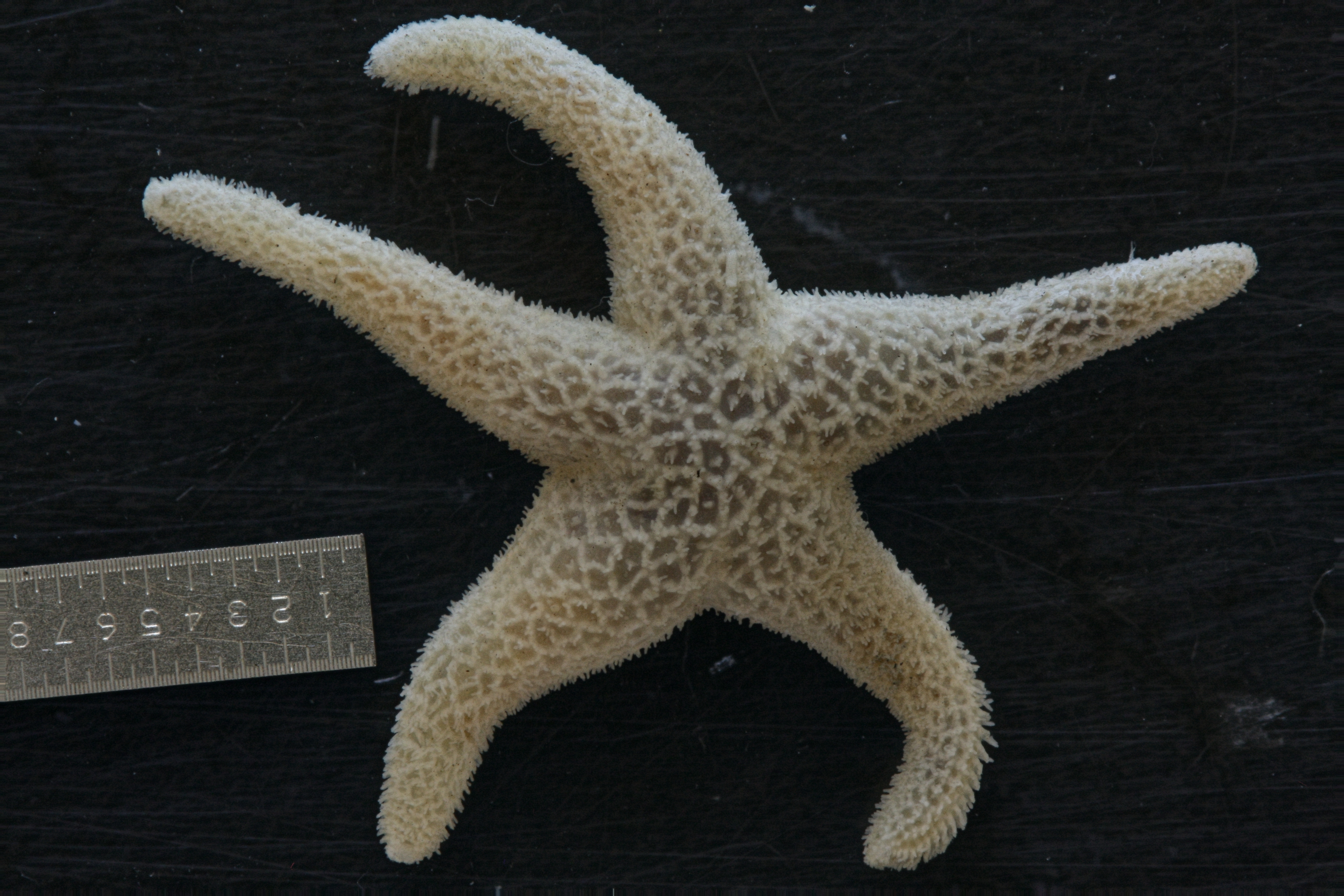
Henricia diffidens
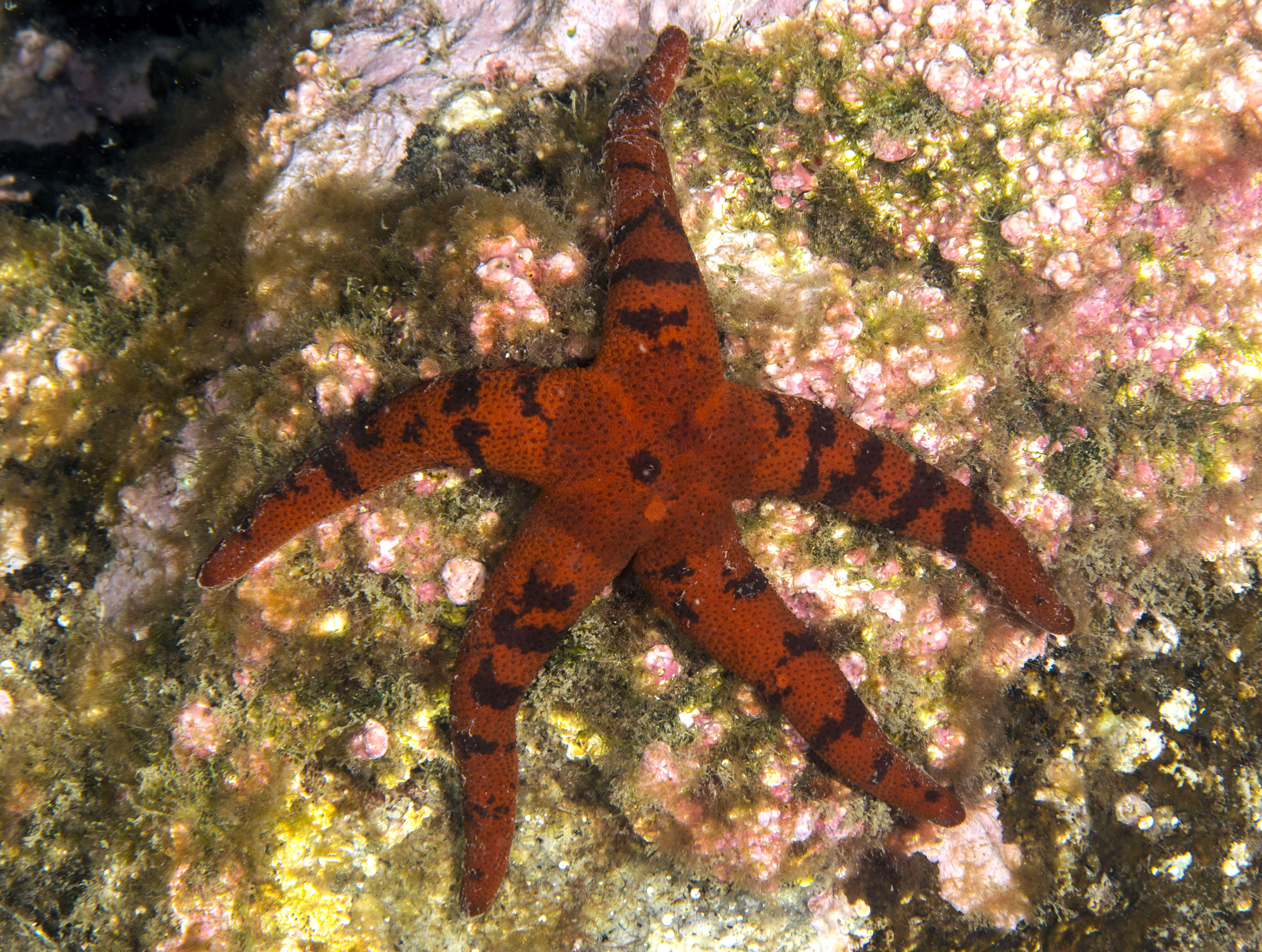
Henricia djakonovi
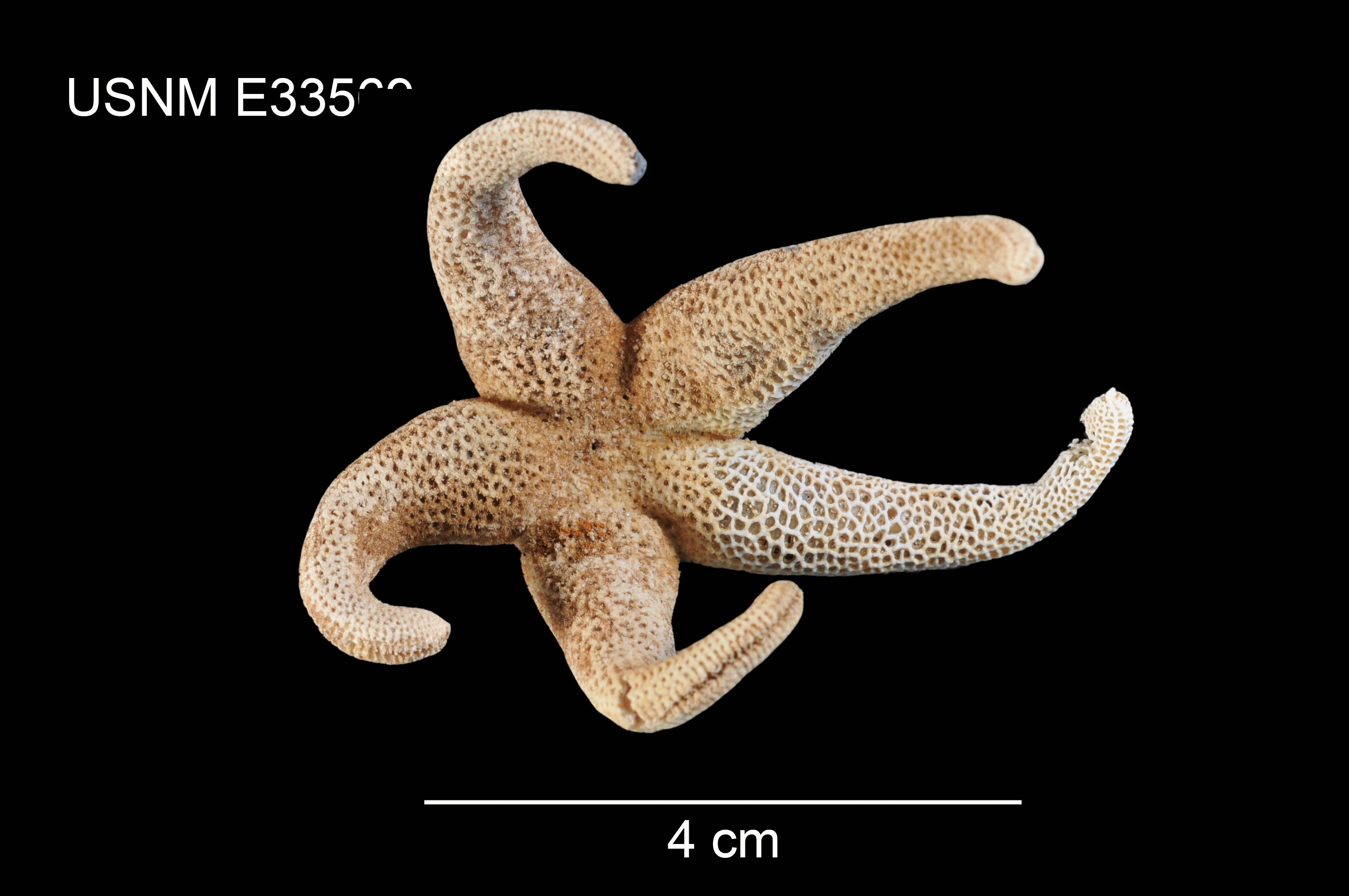
Henricia downeyae
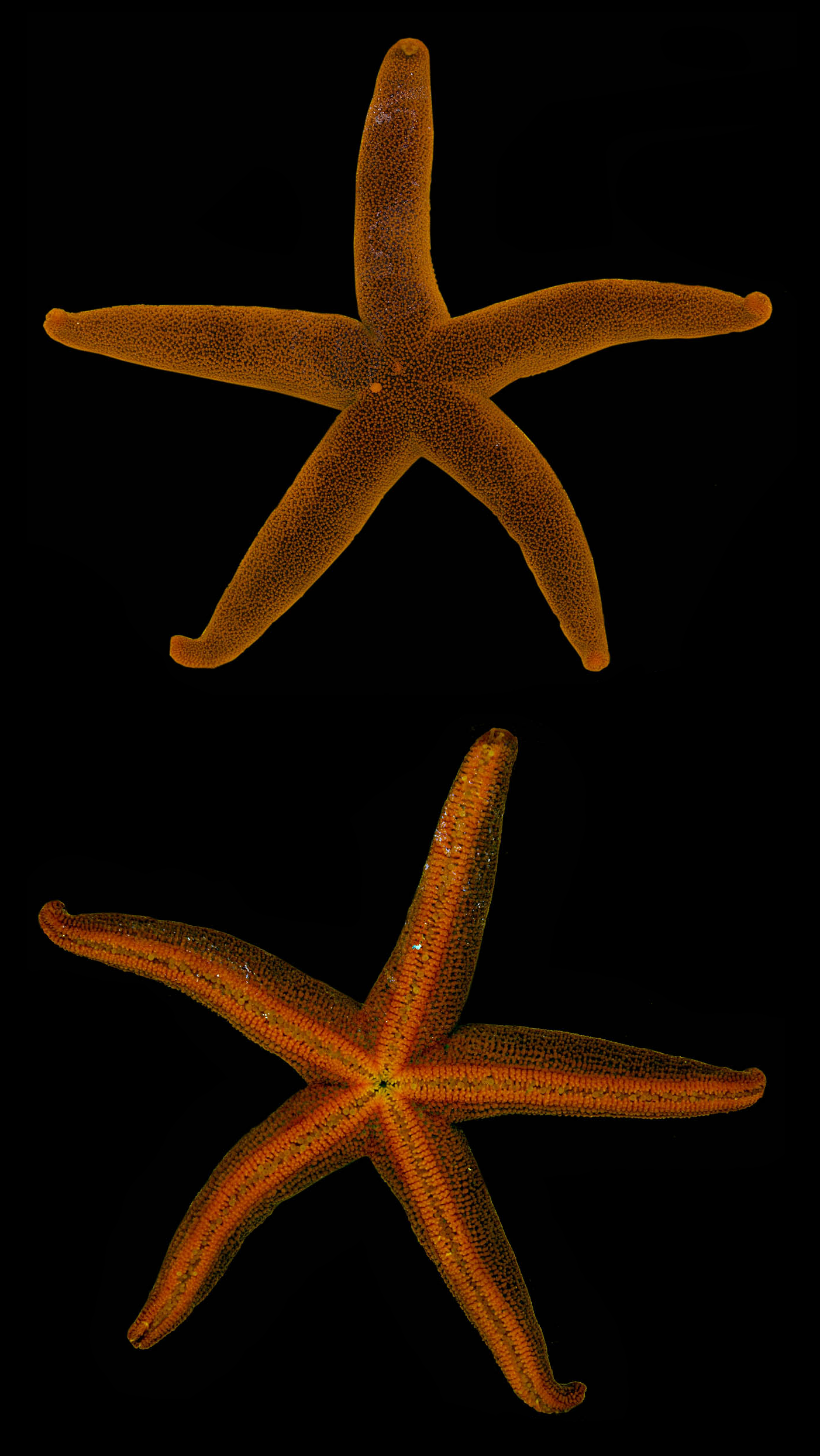
Henricia granulifera
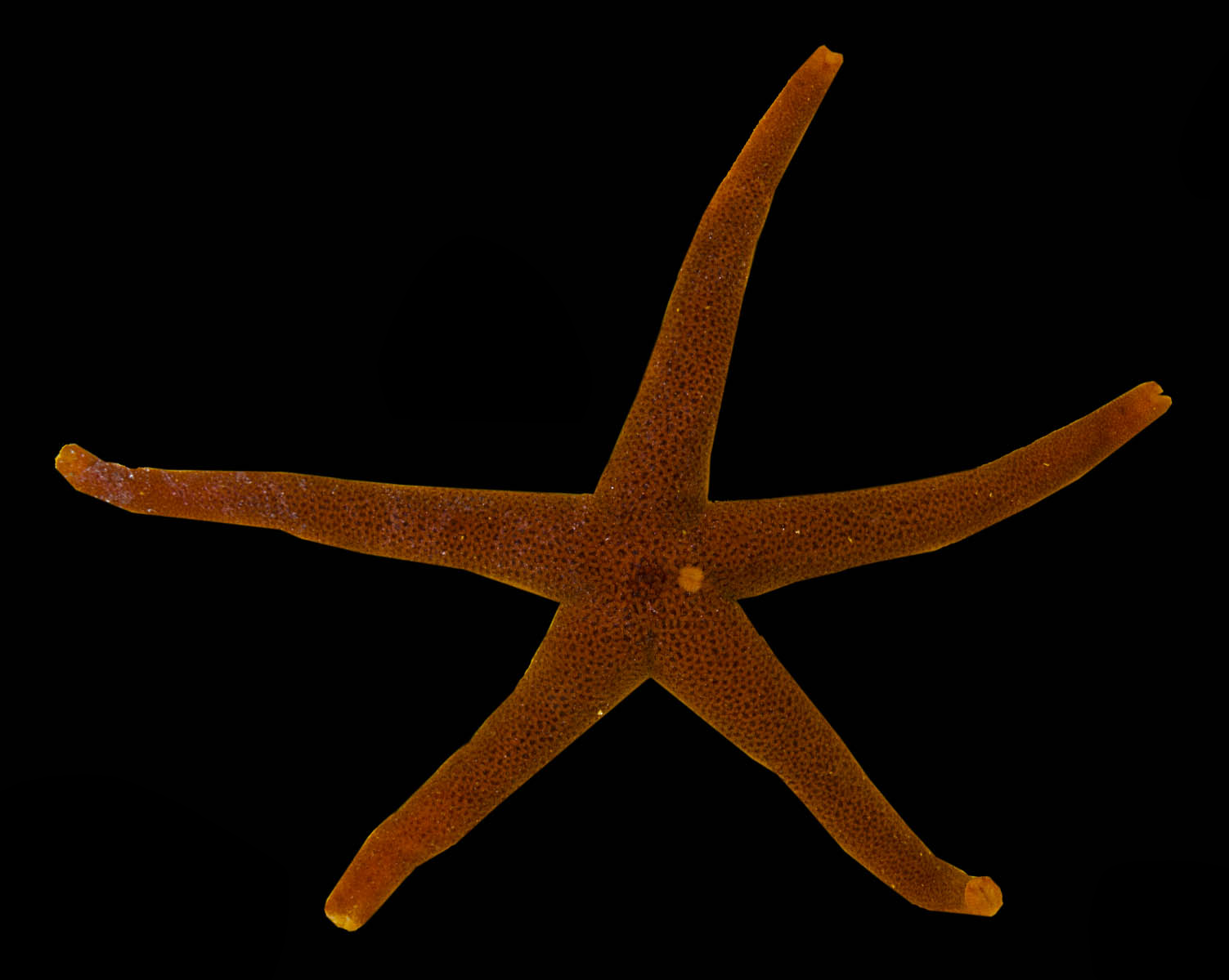
Henricia hayashii
Henricia hedingi
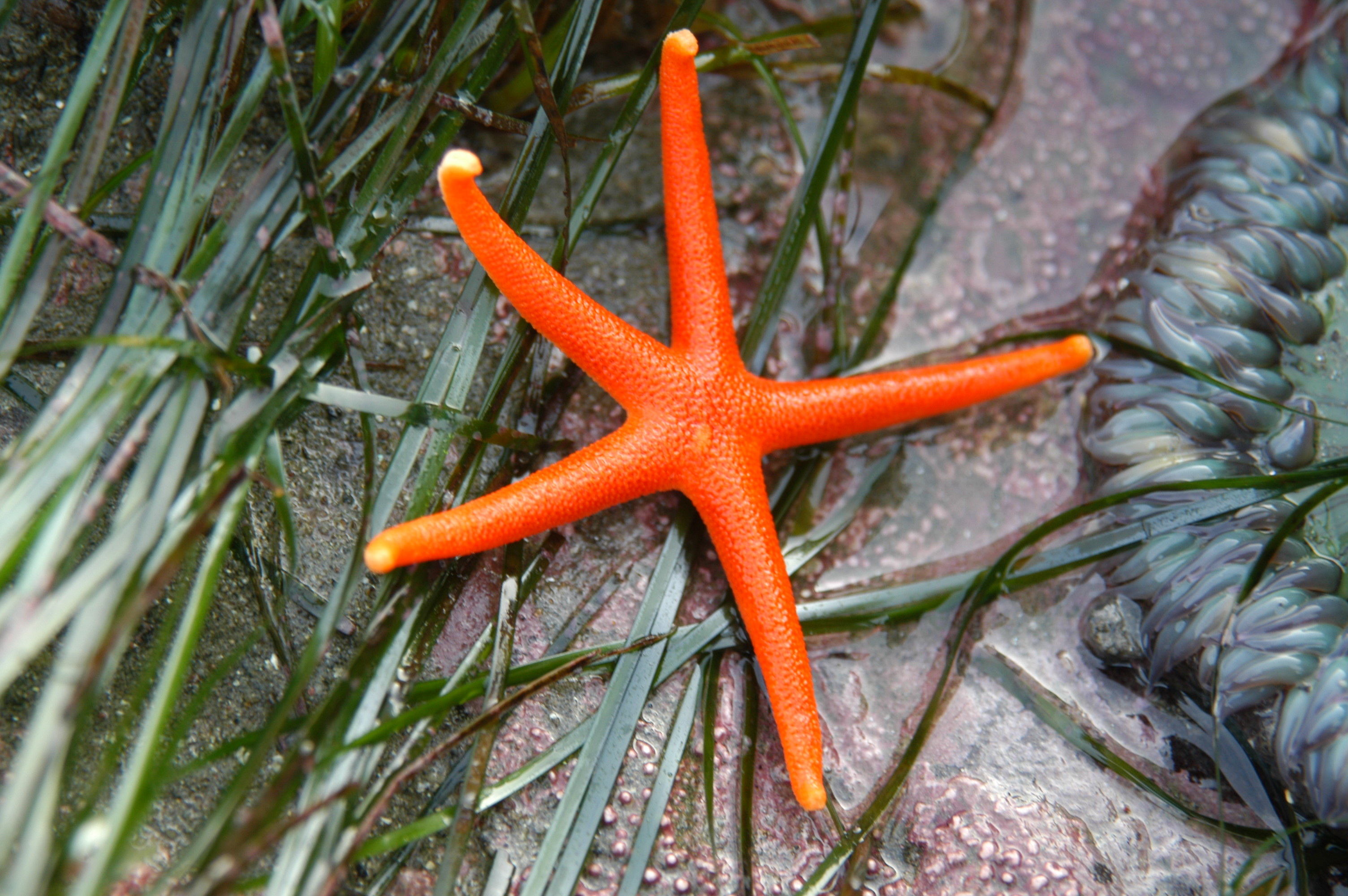
Henricia leviuscula
Henricia lisa
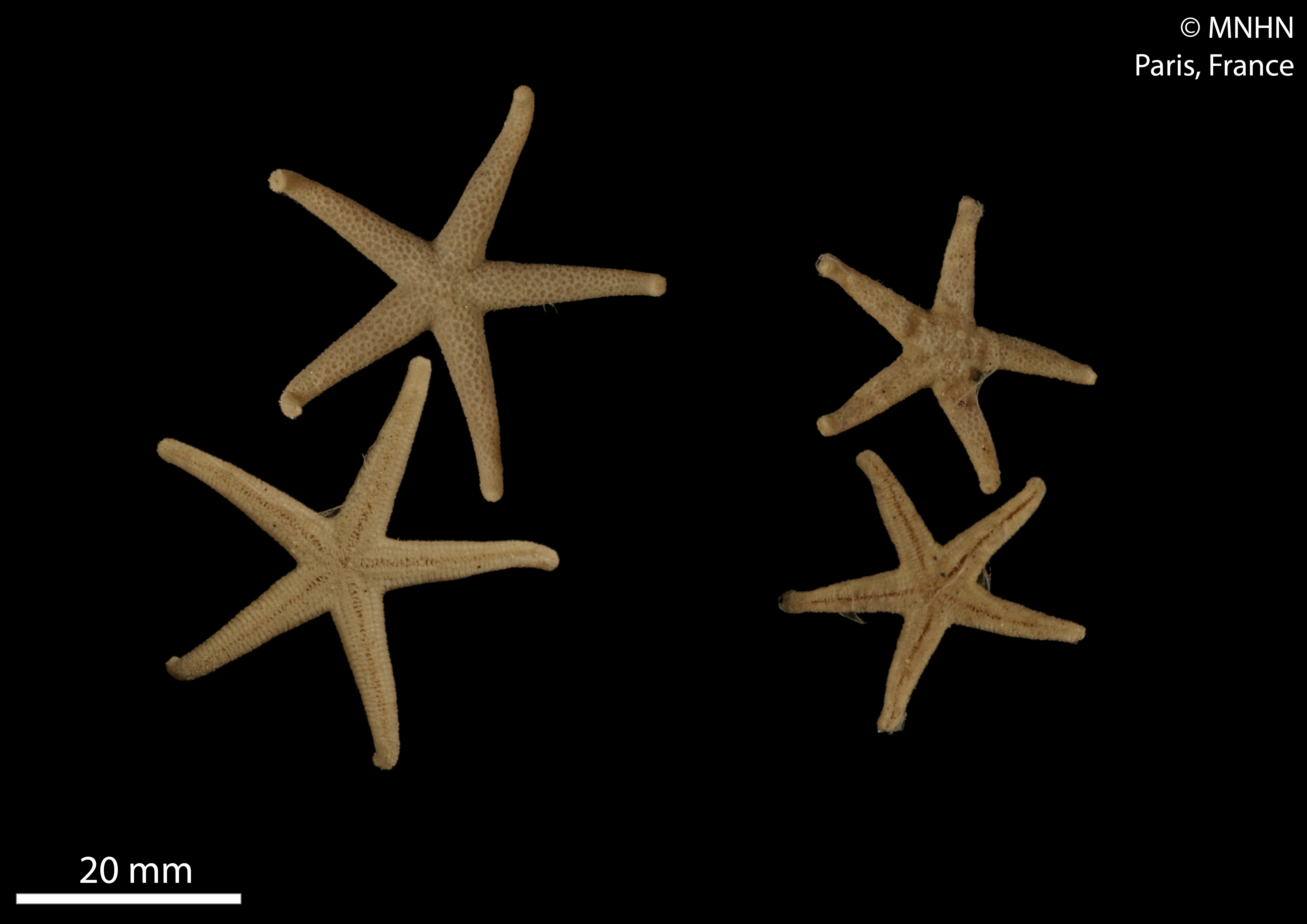
Henricia obesa
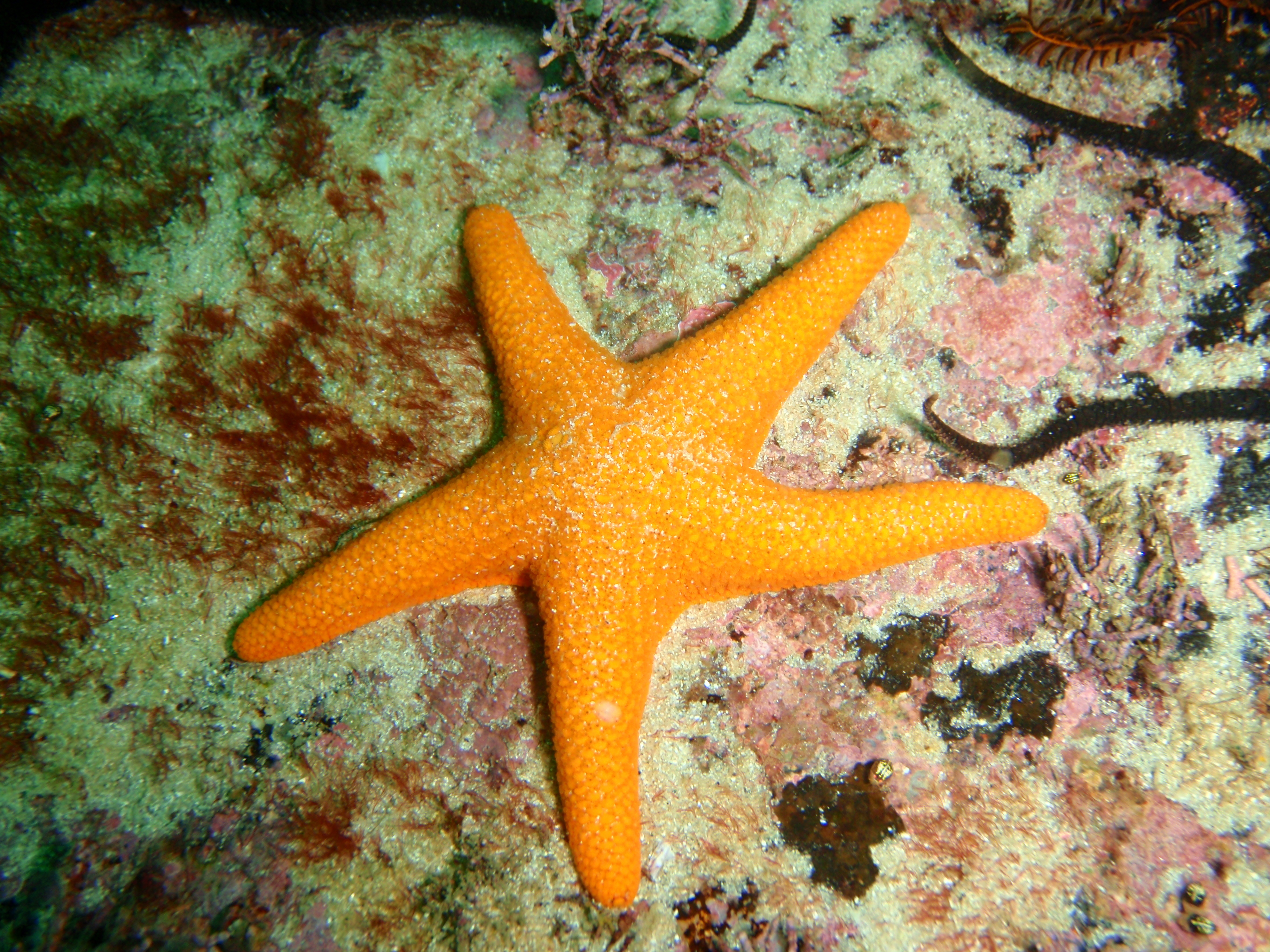
Henricia ornata
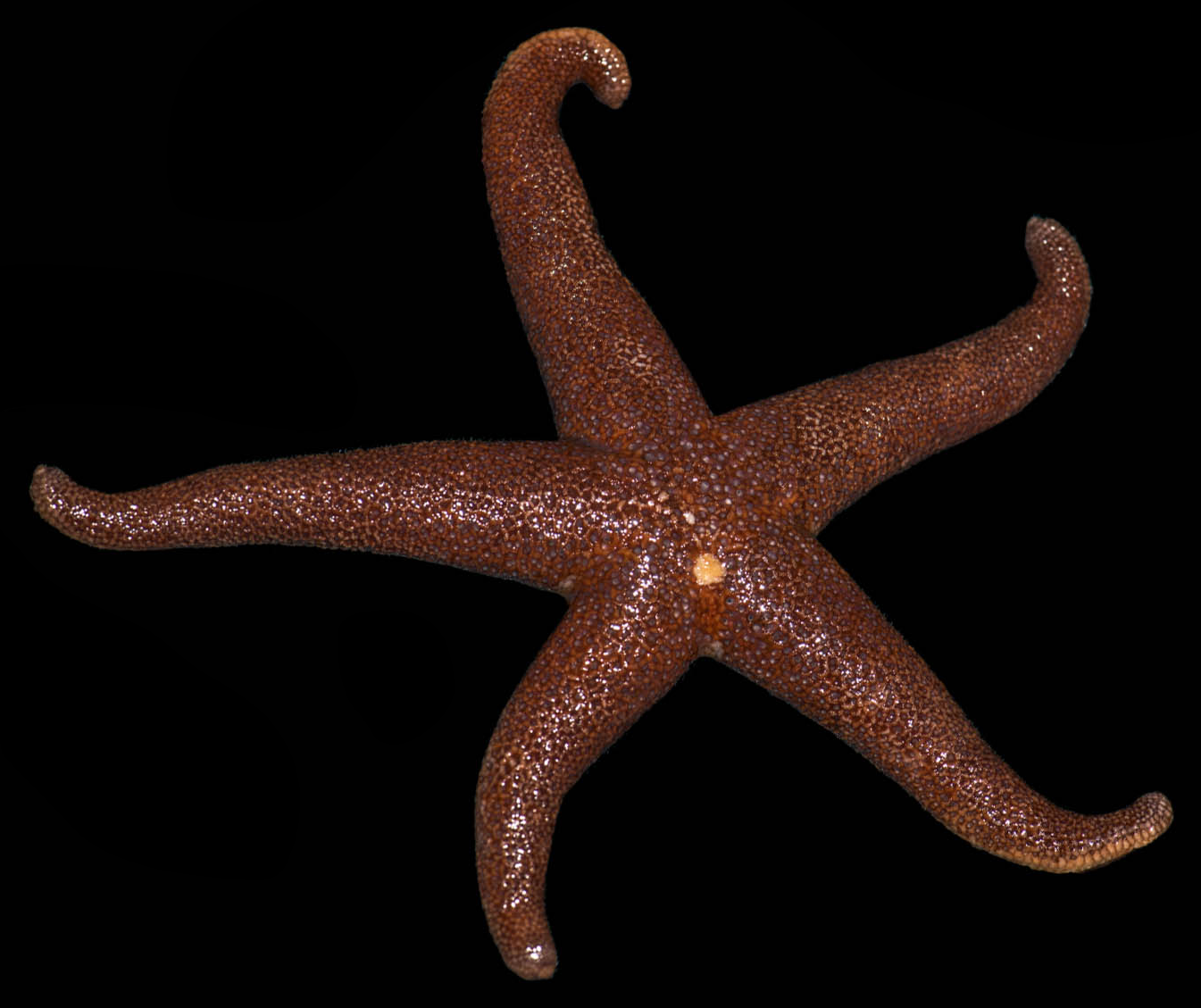
Henricia pacifica
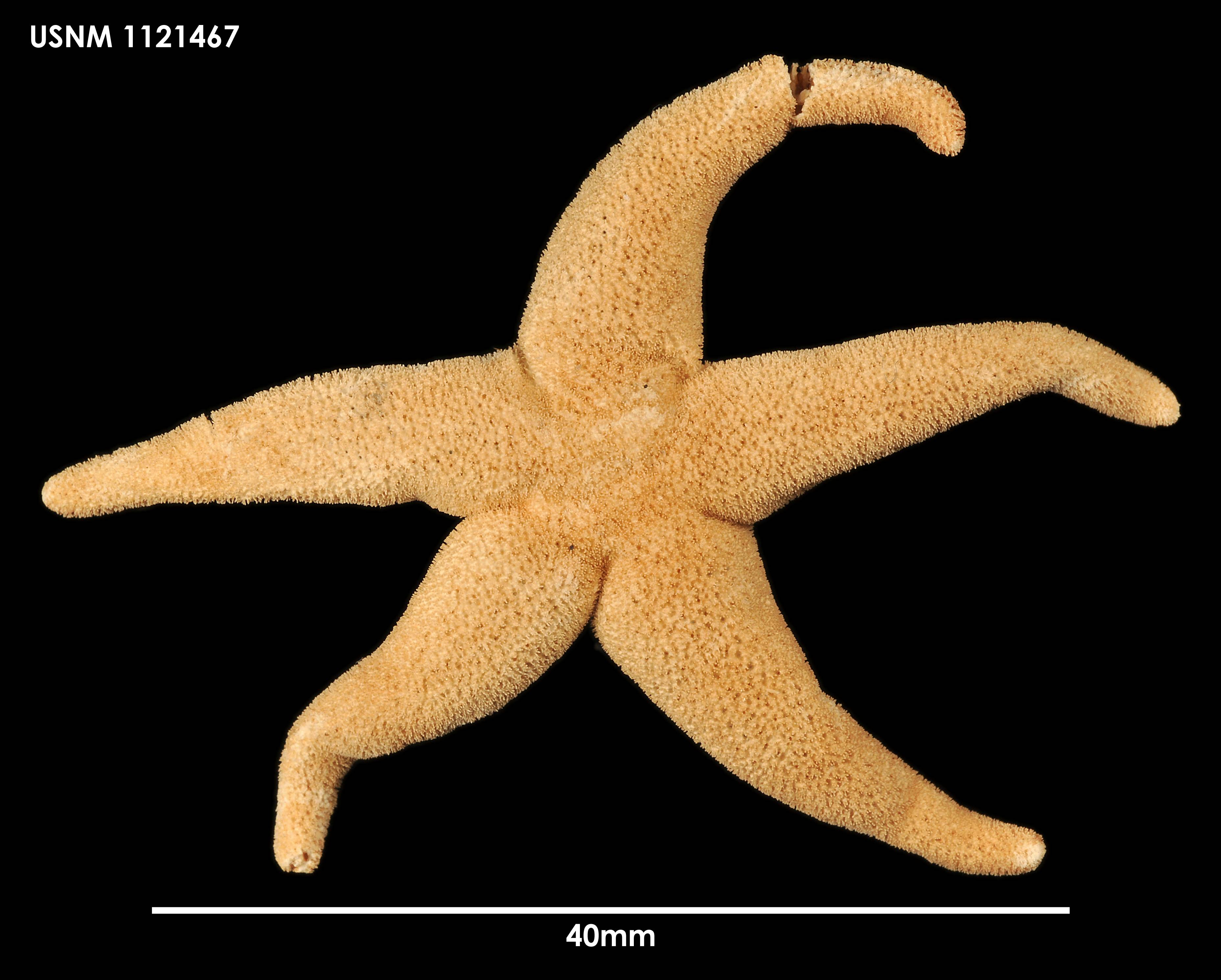
Henricia pagenstecheri
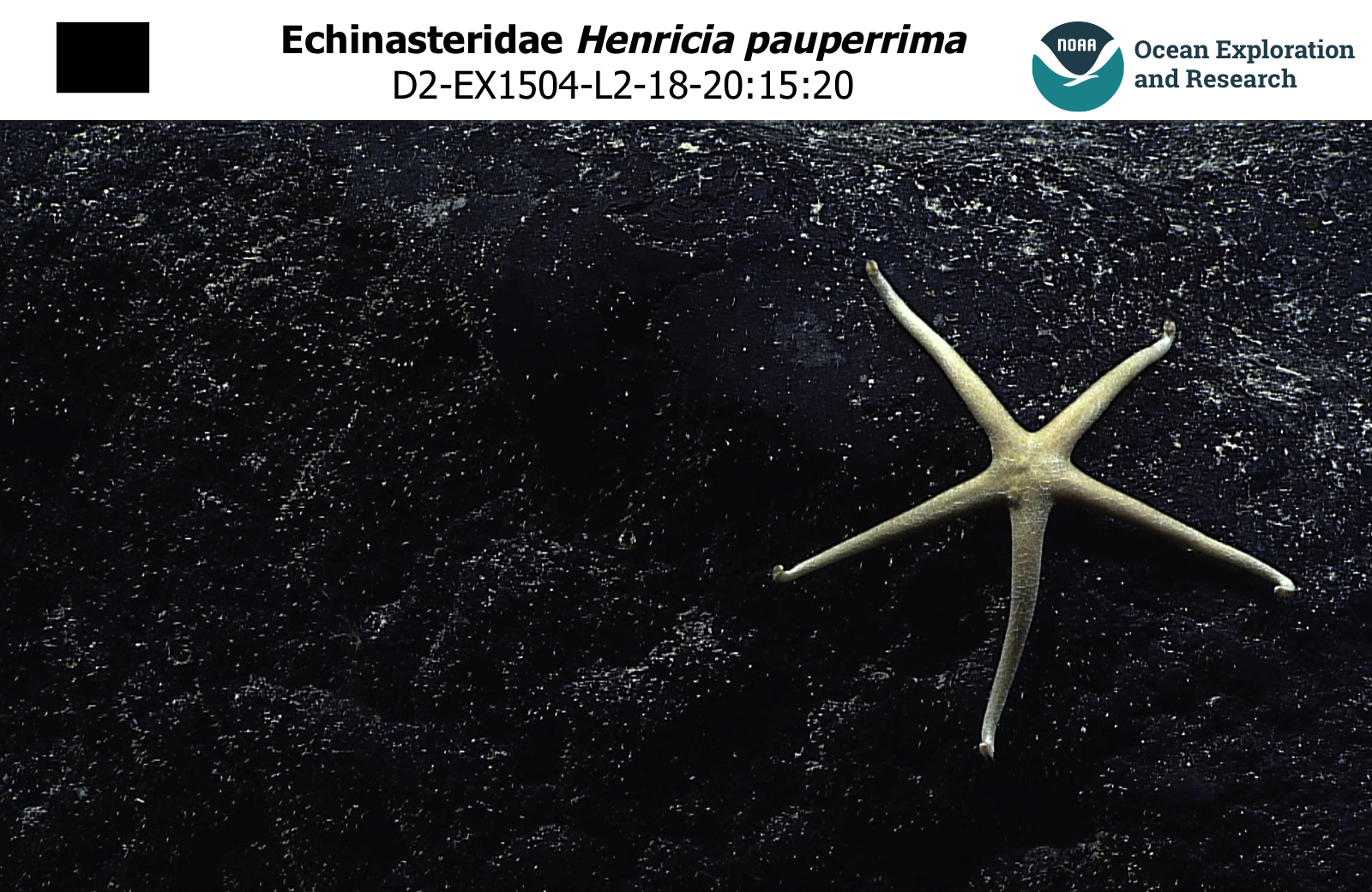
Henricia pauperrima
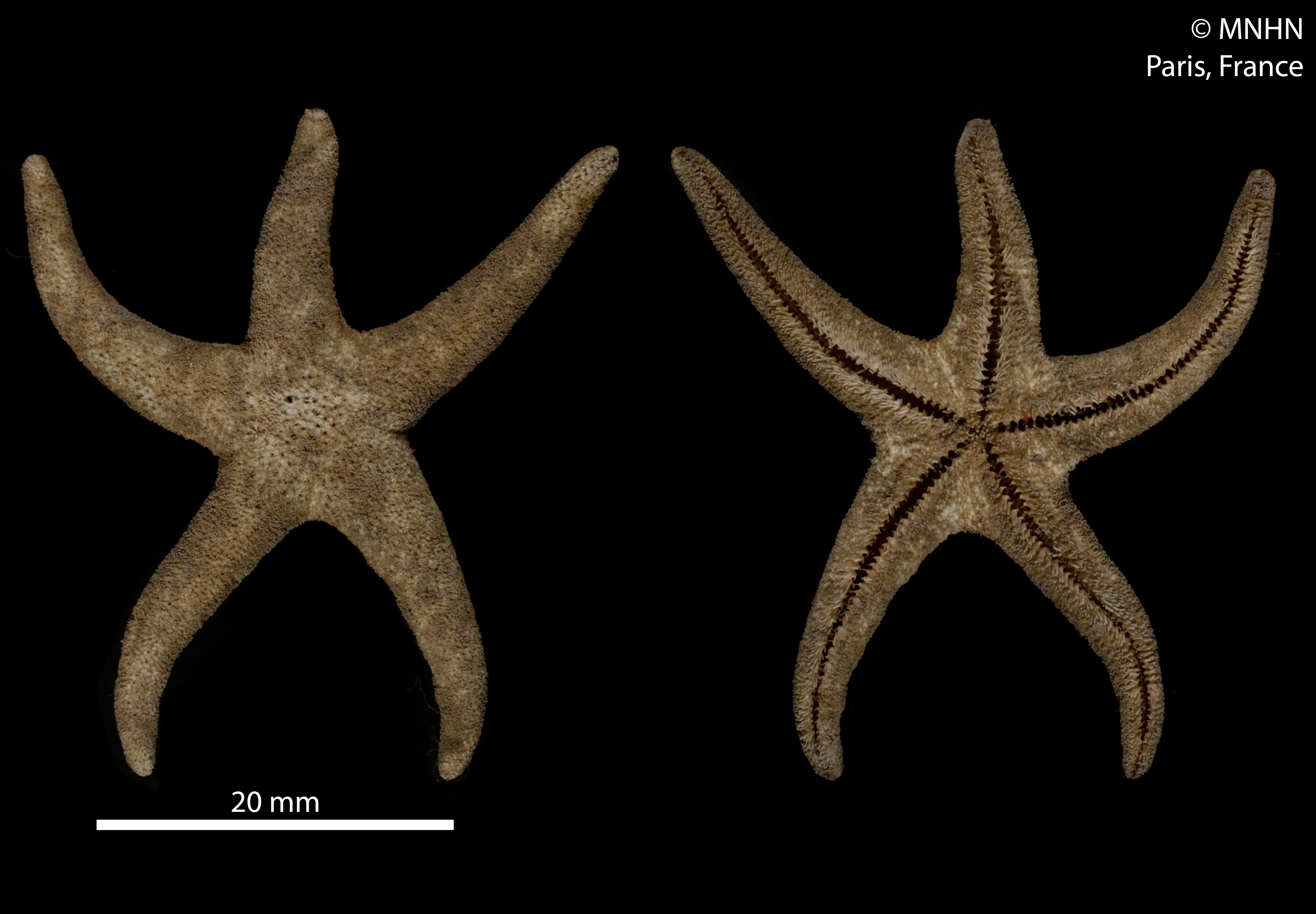
Henricia parva
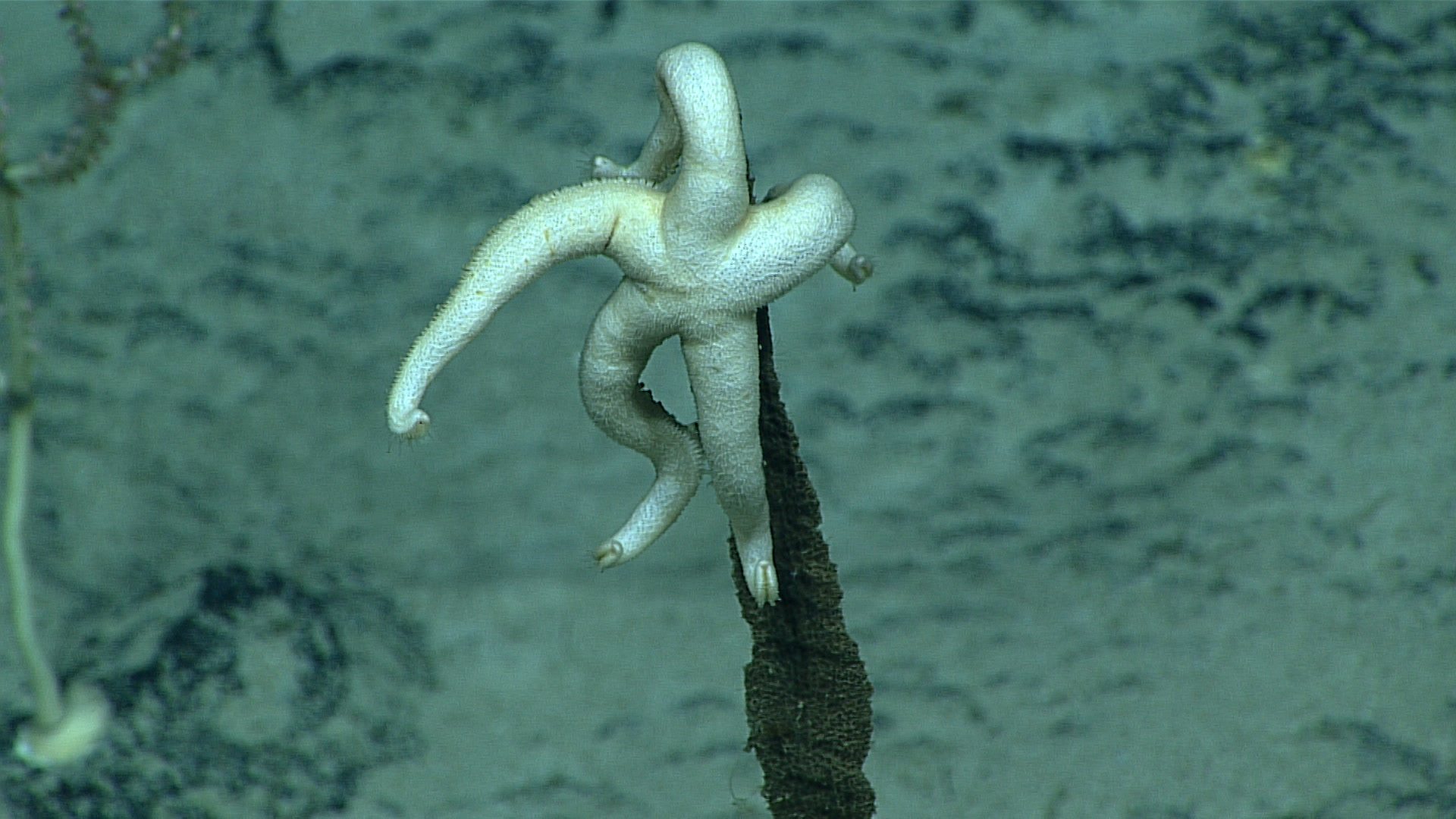
Henricia pauperrima
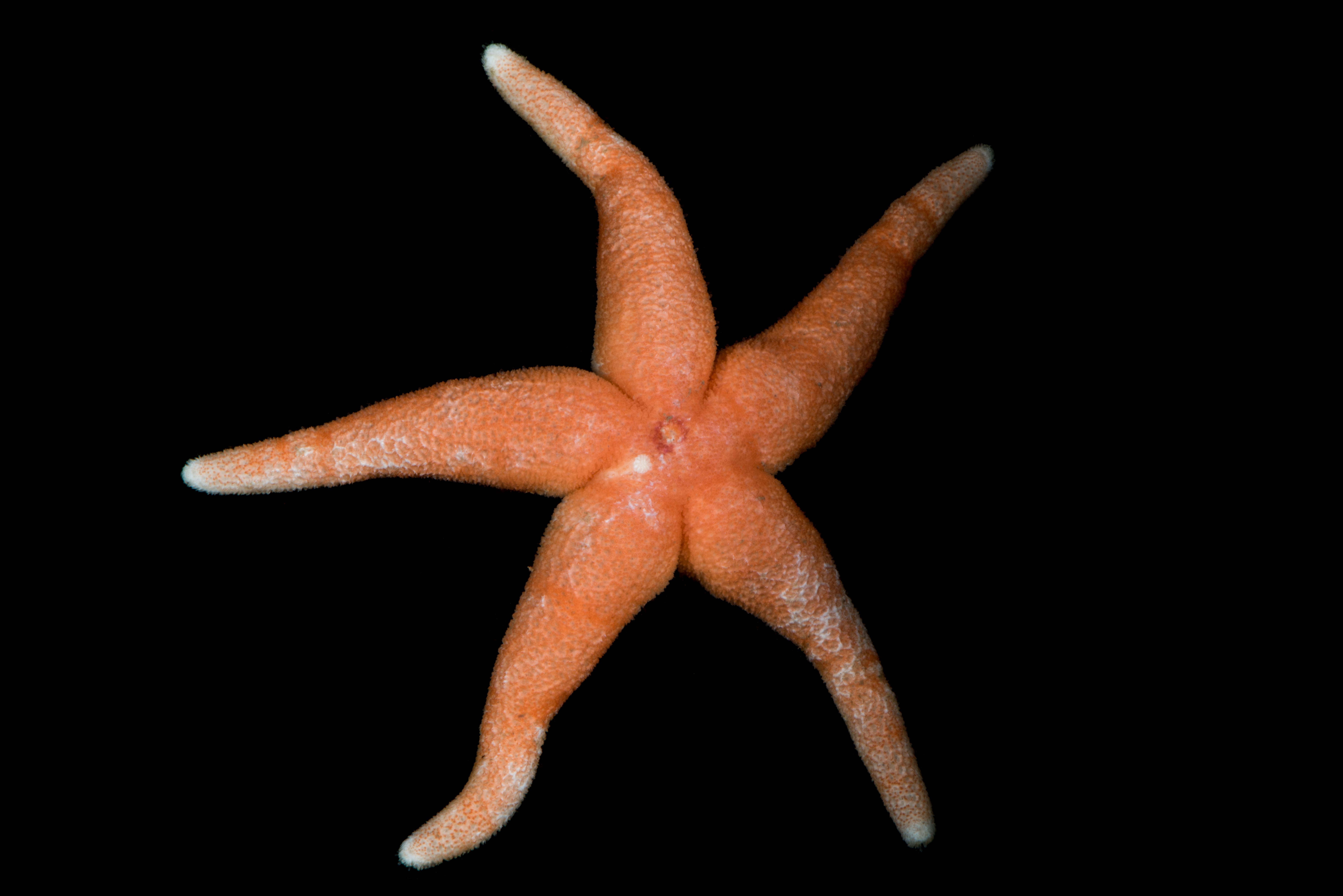
Henricia perforata
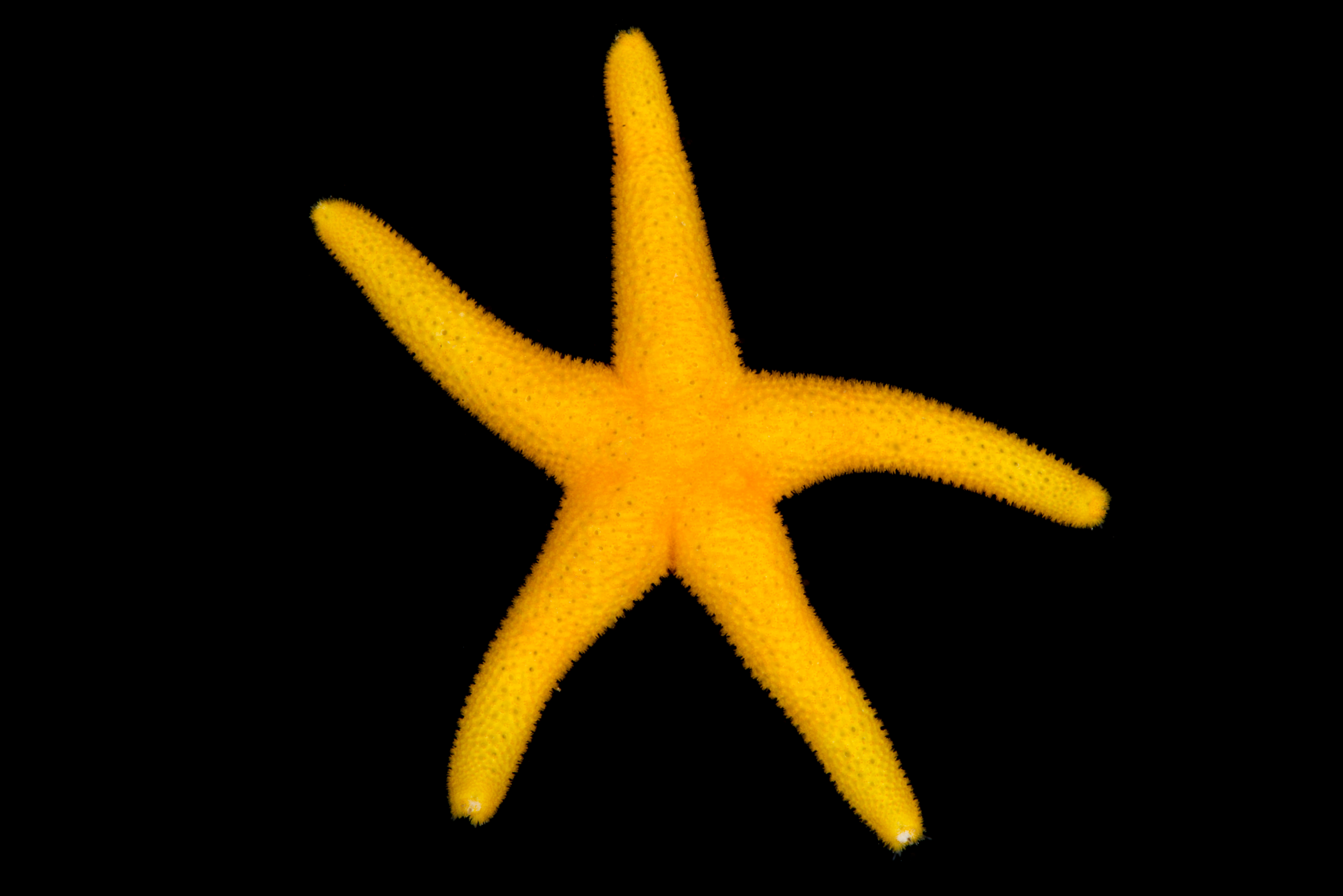
Henrichia pertusa
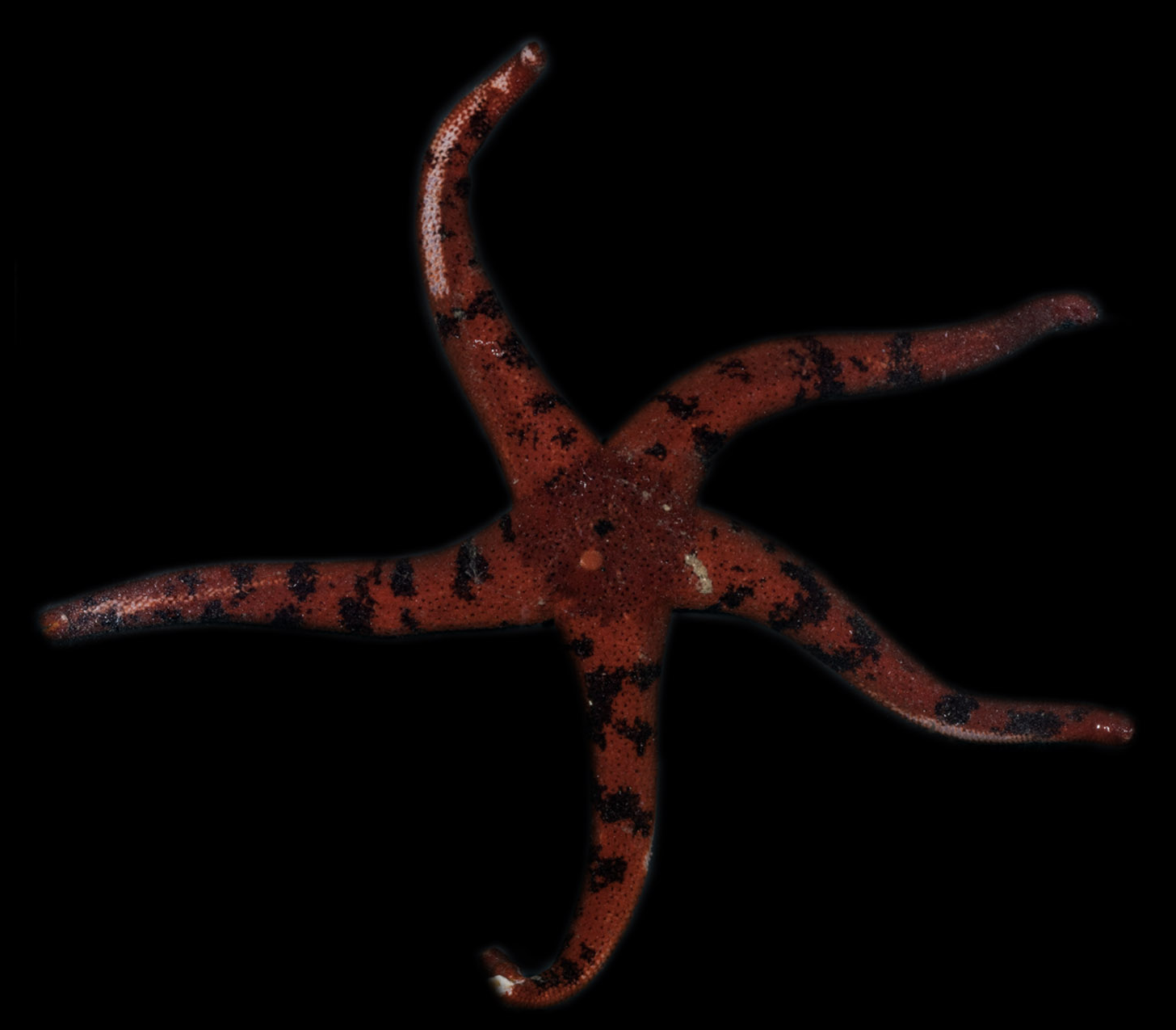
Henricia pseudoleviuscula
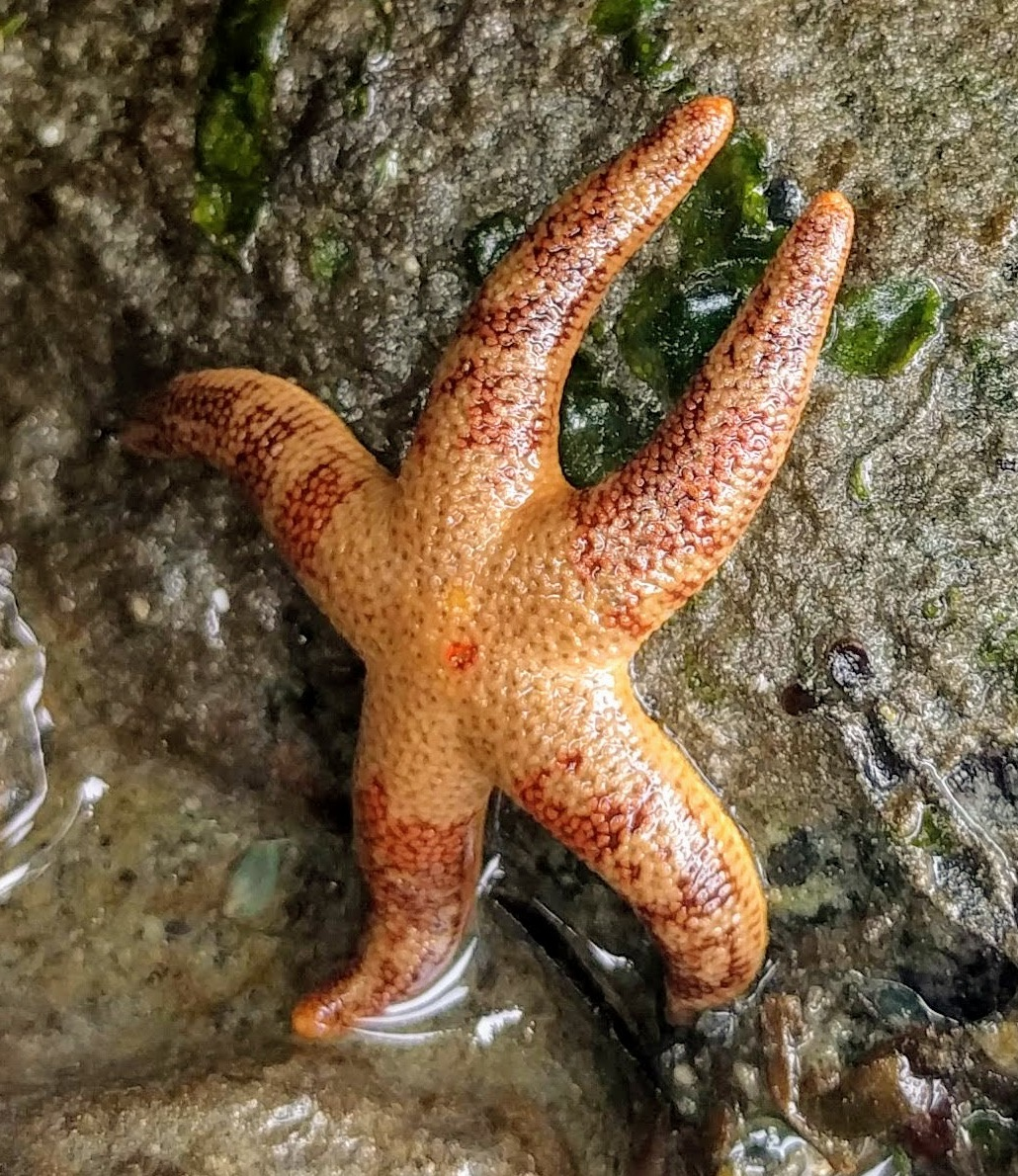
Henricia pumila
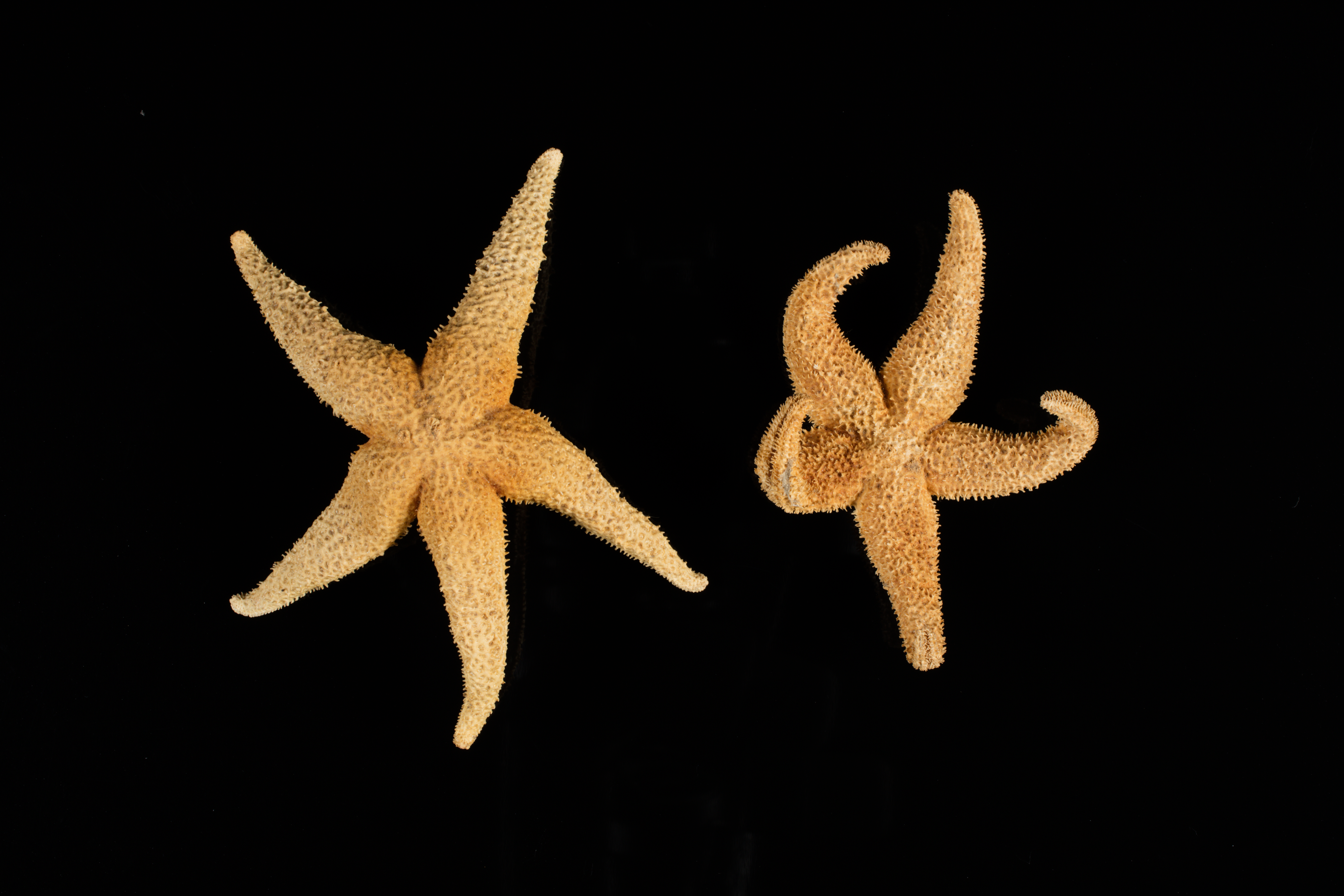
Henricia ralphae
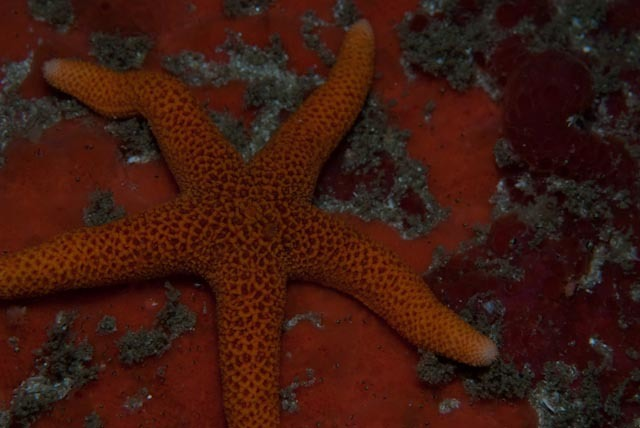
Henricia reticulata
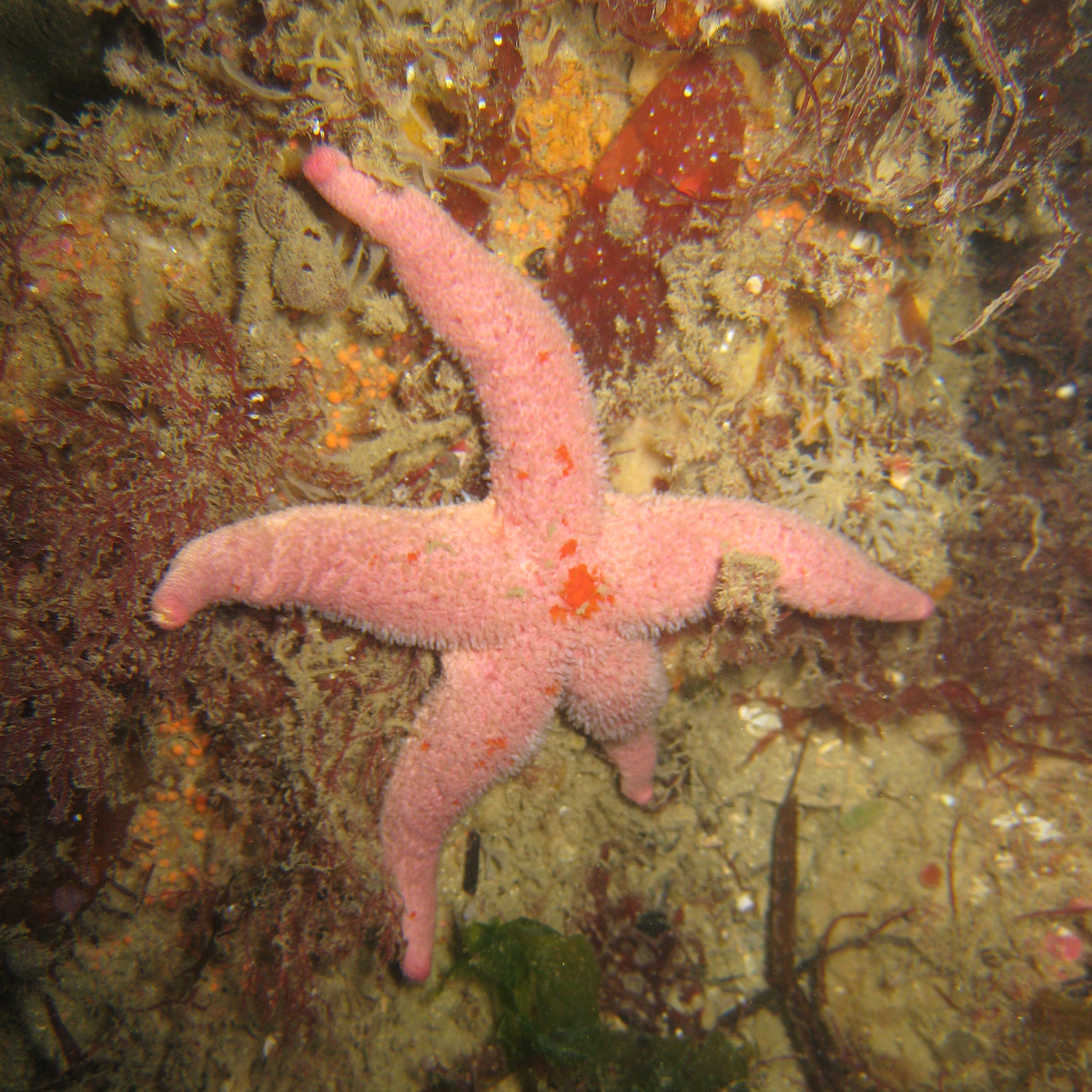
Henricia sanguinolenta
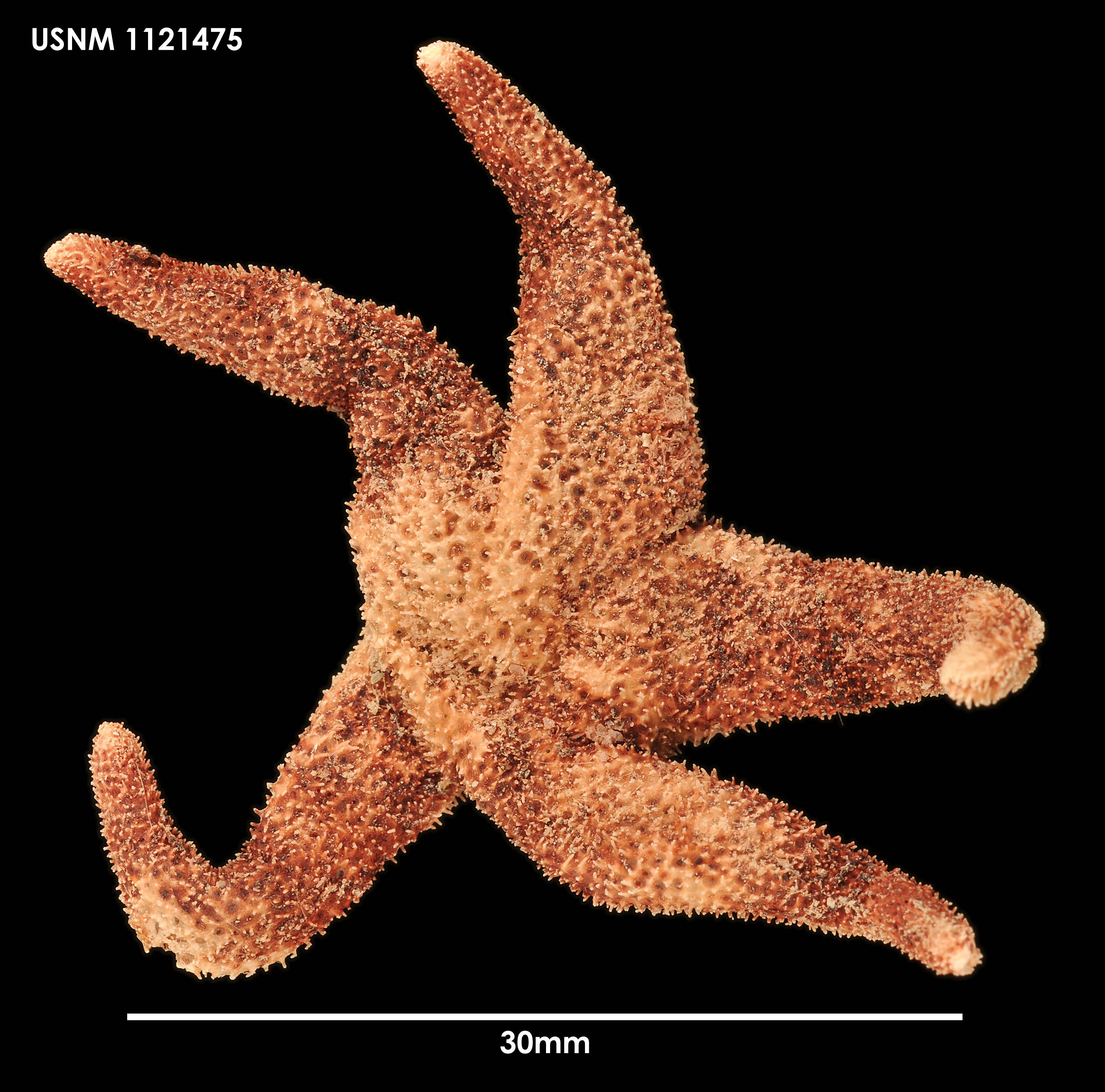
Henricia smilax
Henricia spongiosa
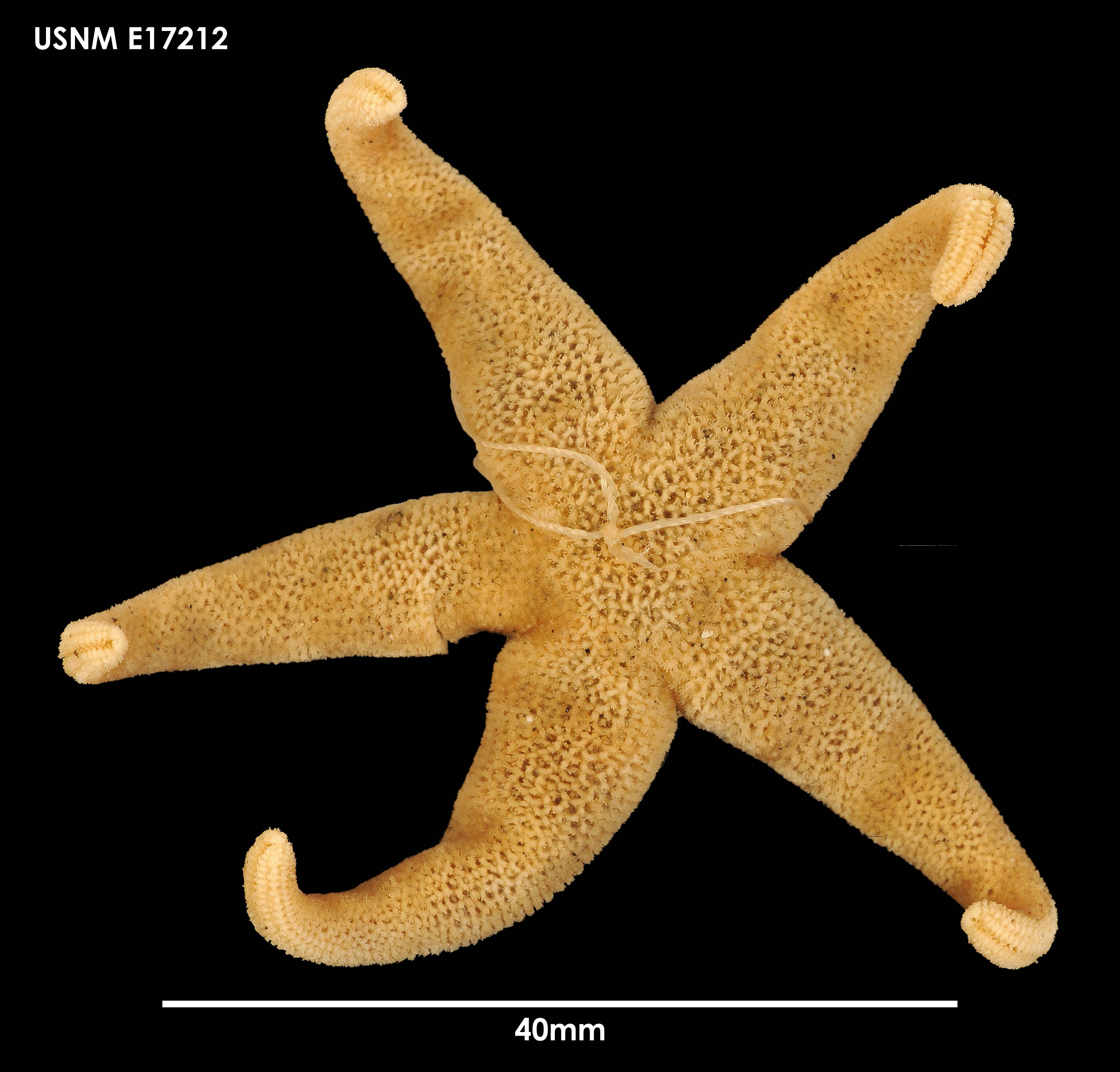
Henricia studeri
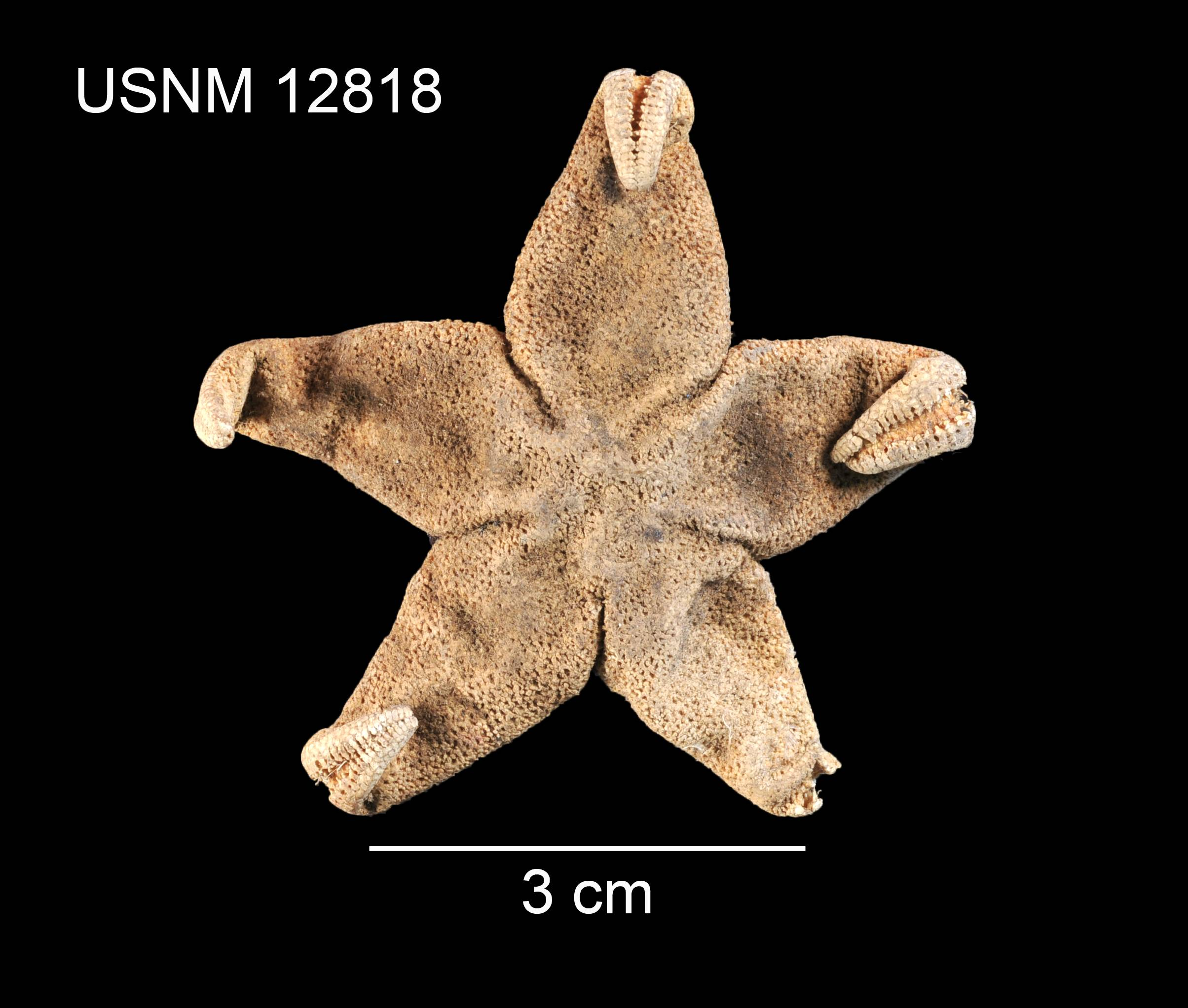
Henricia tumida